# قائمة المتنزهات المائية

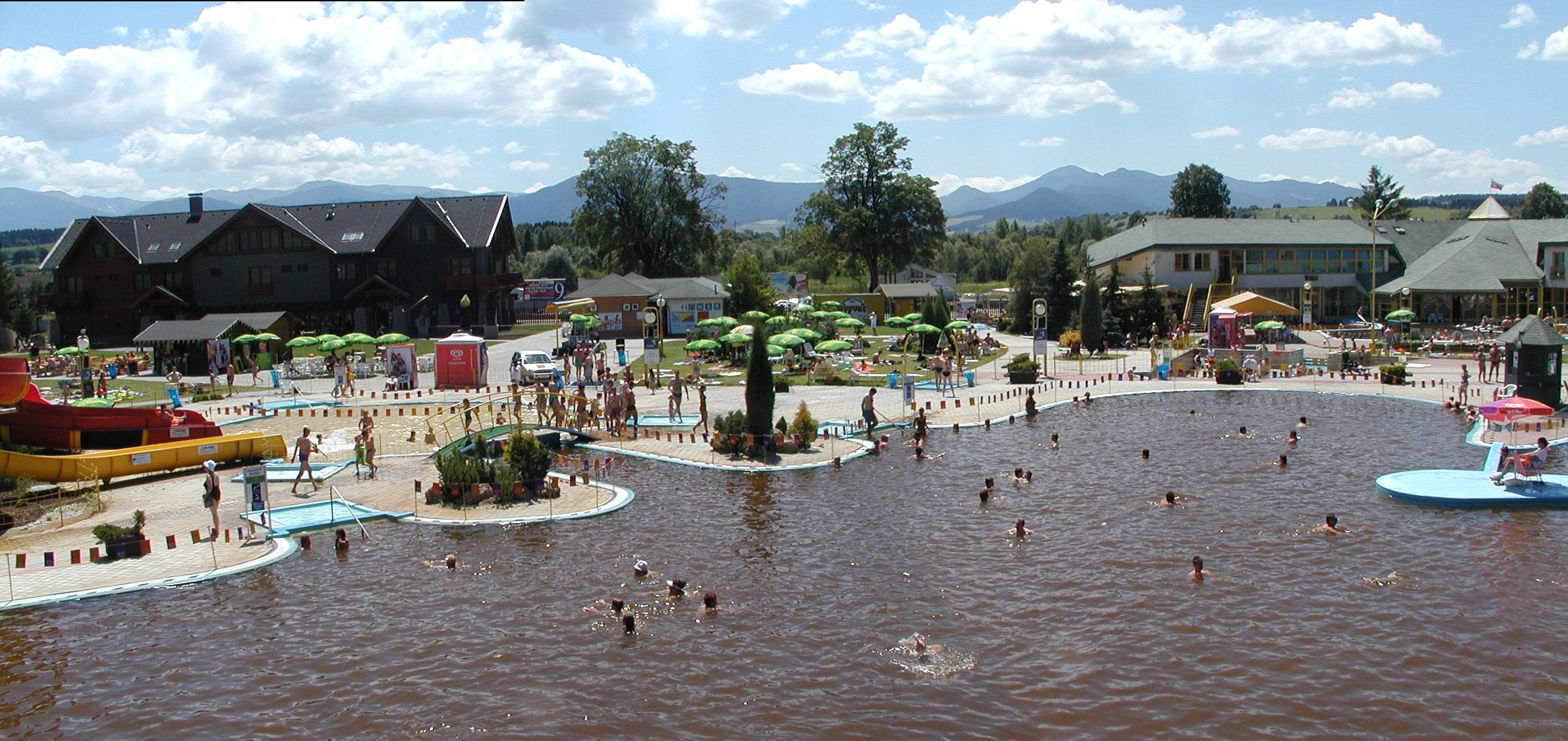
متنزّه مياه ساخنة في بيسينوفا، سلوفاكيا

هذه  قائمة بالمتنزّهات المائية في العالم حسب المنطقة. متنزه مائي يُعرّف المتنزّه المائي أو الحديقة المائية على أنها مدينة ترفيهية تتمتع بألعاب مائية مثل زلاجات المياه ومنصات التزحلق، وملاعب الماء، والأنهار الجارية الترفيهية، وحمامات السباحة وغيرها من أماكن الاستحمام والسباحة الترفيهية.

## أفريقيا

### الجزائر
- أكوافورتلاند، الجزائر[1]
- أكوالاند،  جرمة (الجزائر)[2]
- نادي كيفان الجزائر[3]

### مصر
- أكوا بارك, الغردقة
- أكوا بلو شرم الشيخ

### جنوب أفريقيا
- صن سيتي أكوا بارك، بيلانسبرج[4]
- حديقة أشاكا البحرية بالقرب من ديربان[5]

### غزة
- الحديقة المائية المجنونة

## آسيا

### بنغلاديش
- مملكة الخيال  [لغات أخرى]‏، دكا
- عالم البحار، شيتاغونغ
- شيشو بارك  [لغات أخرى]‏، دكا

### بروناي
- حديقة جيرودوج،  بندر سيري بيغاوان
- نادي  ليانغ لوموت الترفيهي،  كواله بلايت  [لغات أخرى]‏

### الصين
- متنزه شيملونغ المائي،  قوانغتشو
- متنزّه محيط ميناء ليان الترفيهي  [لغات أخرى]‏ - افتتح في عام 2012[6][7]
- مكعب الماء، بكين

### الهند
- أكولاند،  جواهاتي.

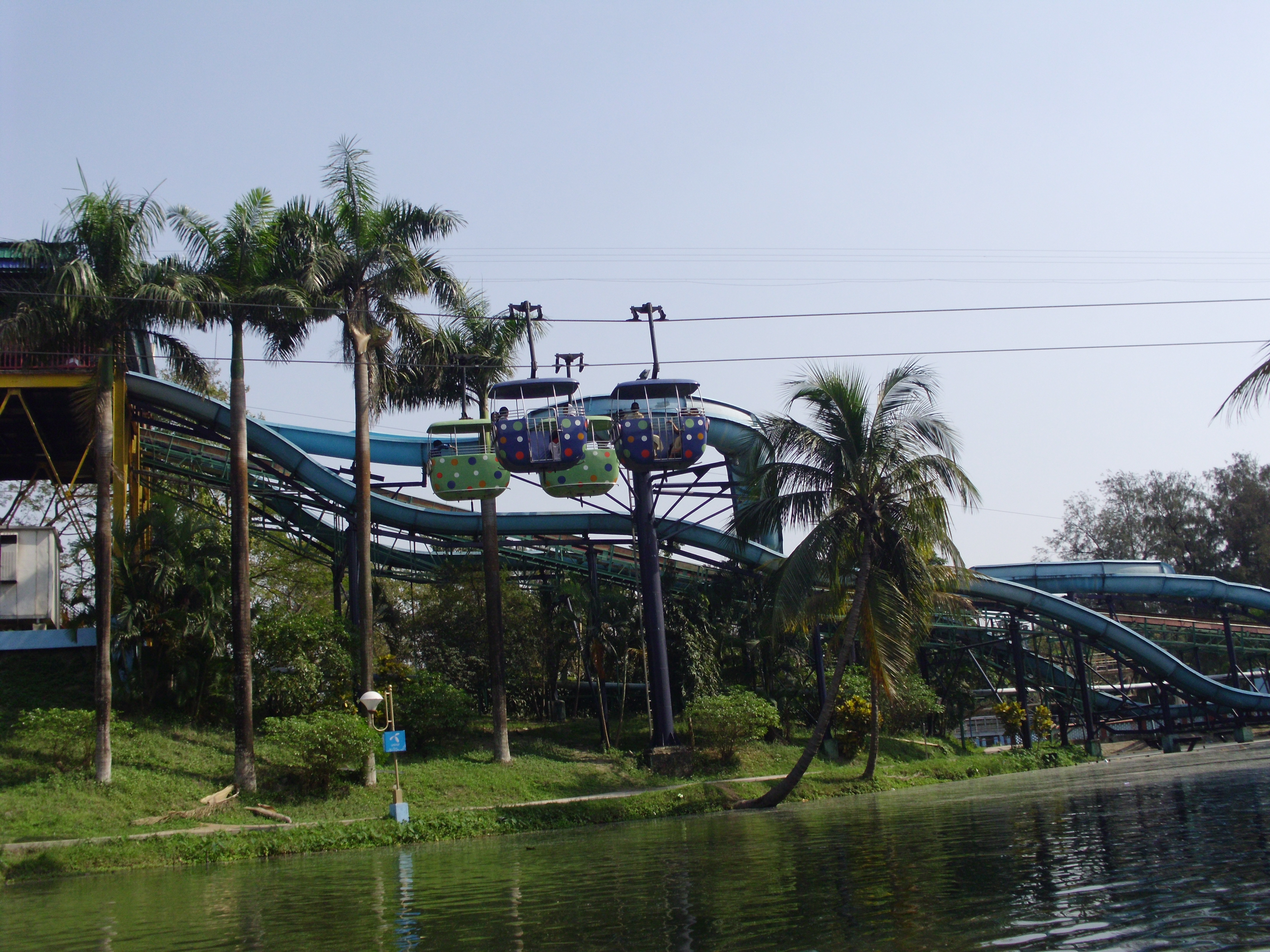
بحيرة الترفيه في نيكو بارك, كولكاتا، بنغال الغربية

- أنادي ووتر بارك،  لكهنؤ،  أتر برديش.
- أبو غار.
- منتجع ومتنزّه أكوا مارينا المائي،  كلكتا.
- أكوافيلاج، بينجوري
- أكواماجيكا، أدلابس إماجيكا، خوبولي،  تاميل نادو
- أكواتيكا، كلكتا
- بيليليوس بارك، كلكتا
- البرق الأسود، ميتوبالايم،  تاميل نادو
- داش أند سبلاش،  تشيناي، تاميل نادو
- عالم الدولفين للألعاب المائية، أجرا
- دريم وورلد، ثريسر، كيرلا
- فانتازي بارك، بلاكاد، كيرلا
- فانتازي ززرلد، كلكتا
- قرية الطعام والمتعة، جوراجون، نيودلهي
- متنزّه الطعام والمتعة، ناجبور
- مدينة المتعة، بانتشكولا
- متنزّه فانتازيا المائي،  باتنا
- جاكيس، كانور، كيرلا
- مدينة الأدغال لللألعاب المائية، كانبور،  أتر برديش
- بلو وورلد، ماندانا، كانبور
- قرية الألعاب الرياصية، كانبور
- متنزّه إكتا للألعاب المائية، كانبور
- هونجاما وورلد، باتنا
- جزيرة الماء، أوناو
- كيشكنتا، تشيناي
- متنزّه ماناسا،  مانغلور
- مملكة ميري، كيرلا
- متنزّه الطبيعة، كولكتا
- متنزّه نيكو بارك،  كلكتا
- متنزّه بينك سيتي، جايبور
- متنزّه روز فالي، كولكتا
- متنزّه سينتوسا،  بونه
- ممكلة السافانا،  سيليجري،  بنغال الغربية
- متنزّه سومانيبورام، إندور
- متنزّه دوا المائي،  غوا
- متنزّه دلهي سبلاش بارك، دلهي
- متنزّه سبلاش أحمرآباد المائي، أحمدآباد، جوجارات
- متنزّه جواليور صن سيتي،  ماديا براديش
- متنزّه حيصار المائي، حيصار،  هاريانا
- متنزّه اللألعاب المائية، هاريانا
- تيكوجي  ثاني وادي، ثين، ماهاراشترا
- متنزّه فانراج، جوجارات
- متنزّه فيسمايا، كيرلا،
- ممكلة الألعاب المائية،  مومباي
- مملكة المتعة والماء لللألعاب المائية، لونافالا
- متنزّه ووندرلا، كوتشي،  بنغالور
- متنزّه مدينة العجائب المائي، نويدا
- منتجع ومتنزّه شانكو المائي، ميهسانا غوجارات
- متنزّه سوابنا سروتشي المائي، جانديناجار غوجارات

### إندونيسيا
- حديقة ووتربوم, توبان، بالي، جاكرتا
- حديقة سيبوترا المائية, سورابايا
- حديقة خليج مغامرات قراصتة بويا المائية, يوجياكارتا - أكبر حديقة مائية في إندونيسيا
- حديقة كديري المائية, كديري - أطول سباق انزلاق في آسيا
- حديقة تامان ويساتا ماتاري المائية في تامان ويساتا ماتاري

### إيران
- متنزّه المحيط المائي،  جزيرة كيش
- متنزّه افتاب المائي  مشهد
- متنزّه ازاديجان المائي،  طهران
- متنزّه ديكاد أبي في طهران
- المتنزّه الإيراني المائي، مشهد
- متنزّه موج-كوروشان، مشهد
- متنزّه باديد المائي،  مشهد
- متنزّه أمواج الماء،  مشهد

### إسرائيل
- متنزه ياميت 2000 المائي، حولون
- ميماديون، تل أبيب
- متنزه شفايم المائي، مستعمرة شفايم
- لونا جال، طبريا
- متنزه ناشونيت، مستعمرة ناشونيت

### اليابان
- متنزّه  هيراكاتا،  هيراكاتا، أوساكا
- منتجع ناجاشيما، مدينة  كووانه  متنزّه مائي كبير ومنتجع صحي على بعد 30 دقيقة بالسيارة من مدينة ناغويا[8]
- عالم الفضاء  [لغات أخرى]‏،  ياتيجاشي-كو،كيتاكيوشو
- متنزّه توشيمان الترفيهي،  نيريما،  طوكيو
- جنة بحر يوكوهاما هاكيجيمي،   كانازاوا- كو يوكومهاما
- ،يوميرولاند، طوكيو

### كوريا
- الخليج الكاريبي، يونجين (جزء من منتجع إيفرلاند)
- متنزّه لوت المائي، جيمهاي، جيونج (جزء من عالم لوت)
- عالم المحيط، هونغتشون، جانجون، كوريا
- متنزه شاطيء الشمس المائي، غونغتشيون، جيونج
- متنزّه وونجينج، بوتشون، جيونج، كوريا

### الكويت
- أكوا بارك، مدينة الكويت
- قرية المسيلة المائية، شاطئ المسيلة

### لاوس
- جديقة فينتيان المائية،   فينتيان

### ماليزيا
- منتجع فاموسا، ملقا

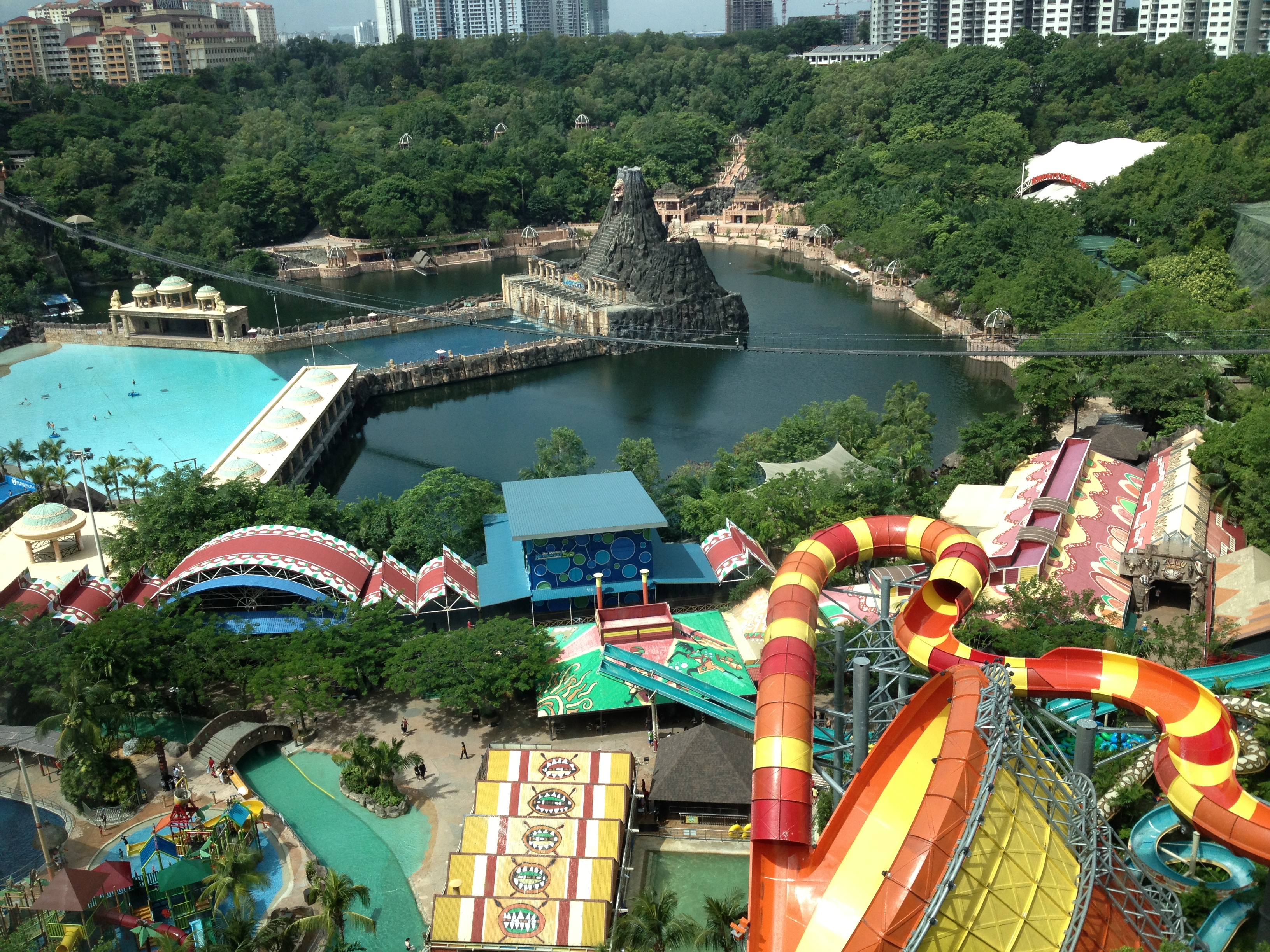
منظر جوي ل صنواى لاجون، ماليزيا

- متنزه بوكيت ميراه لاك تاون المائي، بيراك
- متنزّه كرنفال المائي، قدح (ماليزيا)
- حديقة الهروب المائية، بينانغ
- حديقة ساحل الذهب المائية  سيبانغ [الفرنسية]‏
- حديقة جامبانغ المائية، فهغ
- متنزّه ليجولاند المائي، جوهور باهرو
- متنزّه عالم تامبون المفقود  [لغات أخرى]‏، ايبوه
- متنزّه أرض العجائب بملقا  [لغات أخرى]‏، ملقا
- متنزه ستامباك المائي، كوتشينغ
- متنزه صنواي  [لغات أخرى]‏  لاجون، سوبانج جايا
- متنزه تاسيك كينيير المائي، تيرينجانو
- منتجع شاطيء التاج، بورت ديكسون
- حديقة تيرام الداخلية المائية، جوهور باهرو
- متنزّه عالم I-city المائي،  شاه علم
- متنزّه العالم الرطب،  باتو باهات  [لغات أخرى]‏
- متنزّه ينابيع العالم الرطب الساخنة، بيداس

### ميانمار
- متنزّه يانغون المائي، يانغون

### الأراضي الفلسطينية
- الحديقة المائية المجنونة،  غزة
- أرض الماء، أريحا

### الفلبين
- فندق 8 موجات مائية،  بولاكان
- منتجع آس  بمدينة كيزون ومدينة باسيج
- فندق وحديقة أكانج باهو مائية، ماماسبانو
- متنزّه أمانا الترفيهي المائي، بولاكان
- منتجع صخرة المزرعة الكبيرة،   بولاكان
- منتجه بوساي، أنتيبولو سيتي
- متنزّه باسيج للغابات المطيرة المائي، باسيج سيتي
- منتجع آيلند كوف
- منتجع جزيرة جيد
- فندق ومنتجع جي بارك، سيبو
- منتجع كلير ووتر،
- متنزّه مانيلا أوشن المائي، خليج مانيلا
- سبلاش آيلند، بينان،  لاغونا
- منتجع وفندق فوليتس
- منتجع ووتر كامب
- منتجع ومتنزّه الصخرة البيضاء، سوبيك،  زامباله

### سنغافورة
- حديقة يونيفرسال ستوديو المائية، سنغافورة
- حديقة الرطوبة البرية، باسير ريس

### تايوان
- حديقة  فارغلوري المائية، شوفينج، هوالين
- ساحل المتعة بفورموزا،  مدينة تايبيه الجديدة
- متنزّه تايبيه المائي، تايبيه

### تايلاند
- متنزّه الطبيعة،  فيتسانولوك
- متنزّه أيوتايا المائي،  محافظة فرا ناخون سي أيوتثايا
- متنزّه بانهام للتزلج على الماء،  سوفان بوري
- متنزّه الجبل الأسود المائي،  هواهين
- متنزّه شبكة أمازون للرسوم الكارتونية،  تشونبوري
- متنزّه شات تراكان،  فيتسانولوك
- متنزّه شيانج ماو المائي،  تشيانغ مي
- متنزّه شيانغ المائي،  شيانج راي
- متنزّه كوكو سبلاش المائي،  جزيرة ساموي
- متنزّه ديكشناري،  مها ساراخام
- متنزّه دينو بارك،  خون كاين
- متنزّه دريمر المائي، سا كايو
- متنزّه فانتازيا المائي،  بانكوك،  ناخون راتشاسيما و نونثابوري
- متنزّه الطائرة المقاتلة،  ناخون سي ثامارات
- متنزّه حديقة المتعة المائي،  بوريرام
- متنزّه البطل المائي،  نونغ خاي
- متنزّه الأدغال، باثوم ثاني
- متنزّه جوراسيك بارك،  ناخون باتوم
- متنزّه كايموك،  ساموت سونغخرام
- متنزّه خاوياي المائي،  ناخون راتشاسيما
- متنزّه خاو سري وونغ المائي،  فيتشابون
- متنزّه خورات زون،  ناخون راتشاسيما
- متنزّه ليولاند،  بانكوك
- متنزّه ماي فانغ،  تشايافوم.[9]
- ماهاسموتر هوا هين، محافظة براشواب خيرى خان  [لغات أخرى]‏
- متنزّه MJ، فيتشابون
- متنزّه موكداهان، موكداهان
- متنزّه بي لاند،  ساكون ناخون
- متنزّه باراديس بارك،  محافظة ساموت براكان
- متنزّه باتايا بارك،  تشونبوري
- متنزّه وحمام سباحة فيترات، سارابوري
- بوكيت أكوابارك،  محافظة بوكيت
- متنزّه فوكرادوينغ، لويي
- متنزّه القراصنة،  سورات ثاني
- متنزّه بلاي بورت ودون ثاني،  ودون تاني
- متنزّه بوريرام،  بوريرام
- متنزّه بو بيانغ،  مها ساراخام
- متنزّه بوروو المائي،  بانكوك
- متنزّه راميانا، تشونبوري
- متنزّه المنتجع، راتشابوري
- متنزّه سانتوريني ووتر فانتازي،  شا آم
- متنزّه ساران، سورين (تايلاند)
- متنزّه عالم سينيكال،  ناخون راتشاسيما
- متنزّه عالم الحياة المائية،  بانكوك
- متنزّه سي بارادايس،  لامبانغ (محافظة)
- متنزّه سيام بارك سيتي،  بانكوك
- متنزّه حديقة حيوان سونغكلا،  سونغكلا
- متنزّه سبلاش جانجل، بوكيت [10][./List_of_water_parks#cite_note-10
- متنزّه سبلاش ووتر بارك،  أوبون راتشاثاني
- متنزّه سبلاش ووتر بارك، تشونوبري
- متنزّه حديقة حيوان تايجر ستار،  تشايافوم
- متنزّه صن ووتر بارك، سورات ثاني
- متنزّه تيوب تريك،  تشيانغ مي
- متنزّه سورات، سورات ثاني
- متنزّه ثاناكورن المائي، ناخون صوان
- متنزّه ثونجلور،  أوبون راتشاثاني
- متنزّه ودون المائي،  ودون تاني
- متنزّه فانا نافا،  هواهين
- متنزّه دريو ووتر لاند،  باثوم ثاني
- متنزّه روي إت  المائئ،  أوبون راتشاثاني
- متنزّه العجائب الغربية،  كانشانابوري

### الإمارات العربية المتحدة

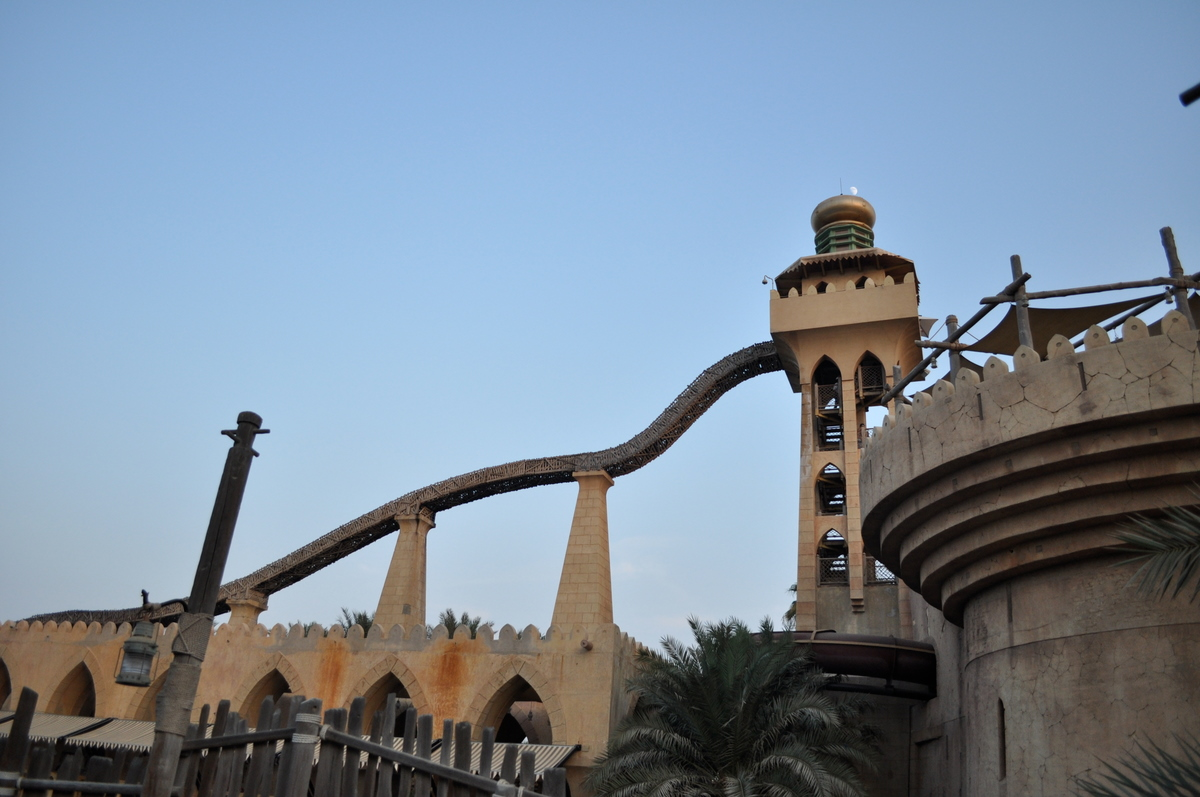
متنزّه وايلد وادي بارك في الجميرا.

- مدينة أكوافنتشر المائية، إمارة دبي (جزء من أتلانتس النخلة)
- متنزّه رأس الخيمة المائي الثلجي، إمارة رأس الخيمة
- دريم لاند أكوا بارك, إمارة أم القيوين
- حديقة وايلد وادي المائية، الجميرا بإمارة دبي،
- مدينة ياس المائية, جزيرة ياس بإمارة أبو ظبي

### فيتنام
- فينبيرل، نها ترانج

## أوروبا

### أرمينيا
- هارسنقارأكوابارك , سيفان
- أكواتك, يريفان
- عالم المياة،  يريفان

### النمسا
- سونثيرم وتسمانسبورغ
- فندق المياه ( H2O) - ثيرم

### أذربيجان
- فندق AF اكوا بارك, باكو، أذربيجان
- شاطيء دالجا، مرديكان

### روسيا البيضاء
- حديقة ليبزج المائية ، مينسك

### بلجيكا
- متنزّه أكوافن صن بارك دي هان
- متنزّه أكوافن صن باركس مول

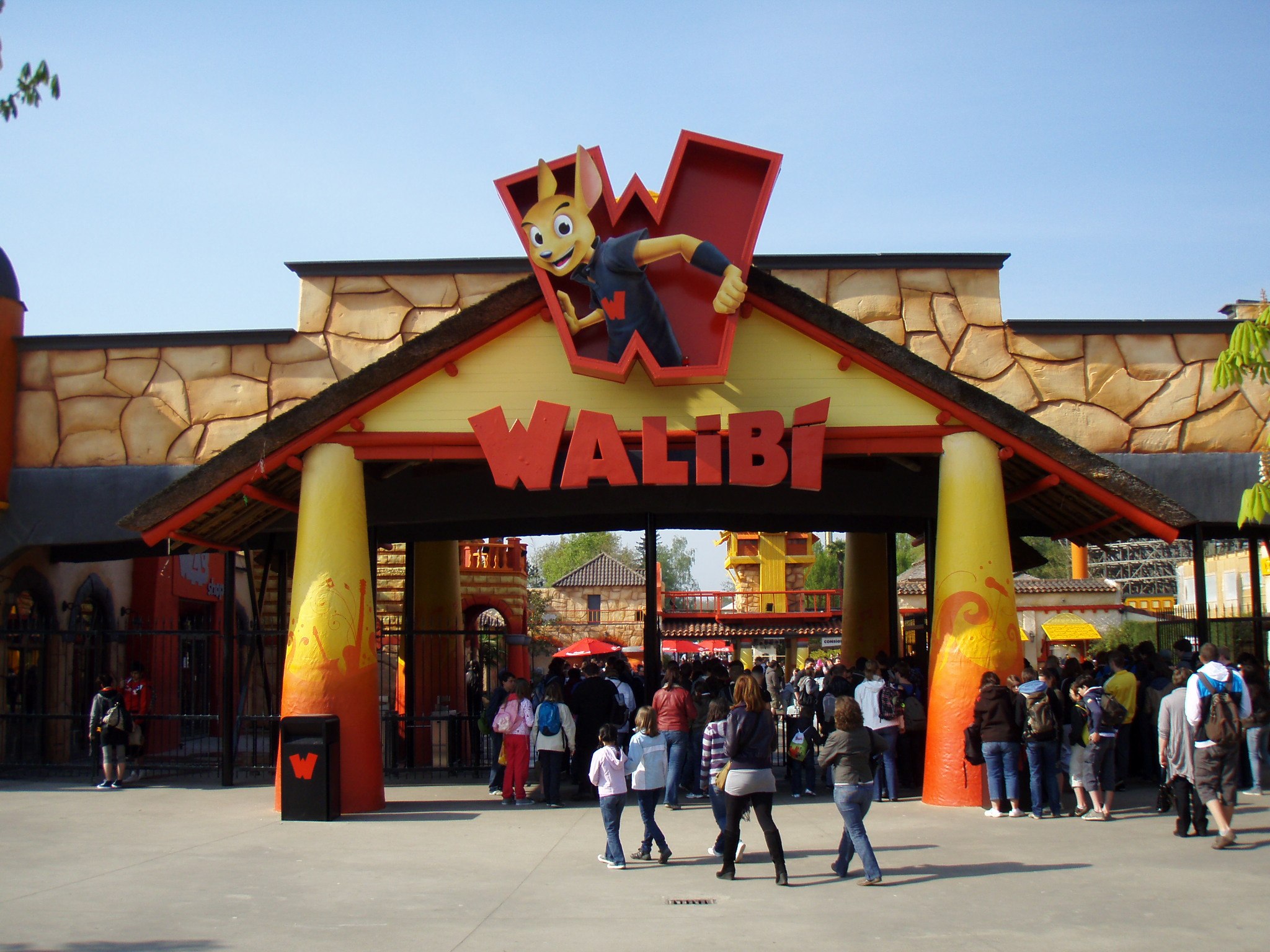
مدخل واليبي بلجيكا

- متنزّه أكوافن صن باركس أوستندوينكيركي
- متنزّه أكواليبي [11]
- متنزّه أكواموندو سنتر بارك اربيرهيد بيير
- متنزّه أكواموندو سنتر بارك دو فوسميين لوميل
- متنزّه دوين ووتر نوك هيست
- متنزّه مولينهيدي هوثالين هيلشتيرن
- متنزّه أوشادا بروسيلس
- متنزّه بلوبساكوا دو بان

### بلغاريا
- حديقة أكوا بارادايس المائية,[12]نيسيبار

### كرواتيا
- استراندليا، برتونيجلا،  مقاطعة إستريا، أكوا كولورس بوريك

### قبرص
- فاسوري ووتر مانيا،  ليماسول - أكبر بركة أمواج في أوروبا وأطول نهر كسول في أوروبا.[13]
- حدسقة عالم الماء المائية، أيا نابا - واحدة من أكبر الحدائق المائية في العالم وواحدة من 12 أفضل حديقة مائية في العالم.[14][15]

### جمهورية التشيك
- أكوا بارك سبنديلروف مليان
- أكوا سينترم سوتكا
- أكوا بارك فرانتيشكوفي لازني
- جسر تشارلز براغ خارج براغ - واحدة من أكبرمدن الألعاب المائية  في أوروبا الوسطى مليئة بالزلاقات، والشرائح، وحمامات السباحة.[16]
- أكوالاند مورافيا
- أكوابارك كلادنو
- أكوابارك كلاستيريتس ناد أوهري
- أكوابارك أوسلينا
- أكوابارك أولوموك
- أكوابارك أوهيرسكي هراديشت
- أكوابارك فيشكوف
- سنتروم بابل يبيريتش
- فودني راج جيهلافا
- فودني سفيت ساريزا

### إستونيا
- جنة تيرفيس،في حديقة  بارنو المائية

### فنلندا
- منتجع كاريبيا,[17] توركو - حديقة مائية/ومنتجع ذواتا طابع منطقة البحر الكاريبي.
- منتجع  فلامنغو,[18] بالقرب من العاصمة الفنلندية هلسنكي
- حديقة سيرينا المائية  [لغات أخرى]‏,[19] إسبو، بالقرب من العاصمة الفنلندية هلسنكي

### فرنسا
- أ كوا بولفار، باريس
- أكوالاند - يوجد حوالي 7 حدائق مائية (أكوالاند) في فرنسا

### ألمانيا

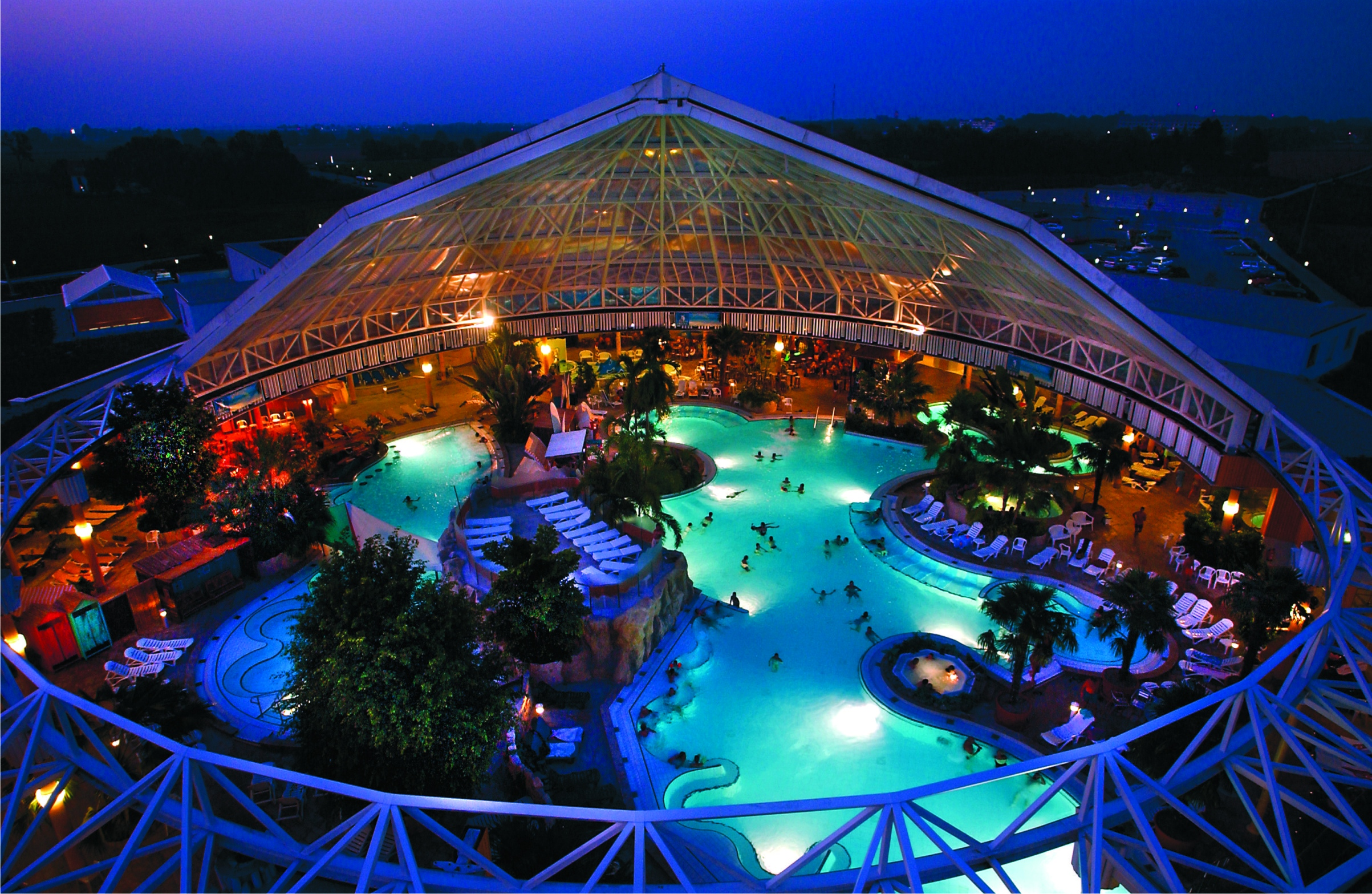
ساونا, حمام سباحة حراري، ستونهنج، تيرمه ردينغ، ألمانيا

- ألبامار،  باد تولز، بافاريا (بالقرب من ميونيخ) - واحدة من أوائل الحادئق المائية بالعالم.
- أكوالاند، كولونيا، شمال الراين وستفاليا.
- شاطيء كريستال بالم, شتاين بالقرب من نورمبرغ الشهيرة  بمنزلقات الماء الخطيرة.
- شابينكيلين، شتوتجارت، بادن فورتمبيرغ ( «نافورات ساوابيا»).عضو اتحاد الحدائق المائية الأوروبية.
- تيرمه ردينغ، بافاريا, 45 كم شمال شرق ميونيخ تعتبر أكبرمنتجع حراري  في أوروبا، يجذب ما يقرب من 1,500,000 زائر سنويًا.
- الجزر الاستوائية،  بريسين، براندنبورغ (بالقرب من برلين) - أكبر مسبح داخلي استوائي في العالم.

### اليونان
- حديقة أكوا بلس المائية, كريت, عضو الجمعية العالمية للحدائق المائية (WWA).[20]
- أكوالاند كورفو - أكبر حديقة مائية في اليونان وثالث أكبرحديقة مائية  في أوروبا.[21]
- متنزّه ليدو المائي، جزيرة كوس -عضو الجمعية العالمية للحدائق المائية.[22]
- مدينة ألعاب الماء في جزيرة كريت - عضو الجمعية العالمية للحدائق المائية.
- أرض الألعاب المائية, ثيسالونيكي.
- الحديقة المائية, فاليراكي، رودس.

### المجر
- أكوابارك في منتجع هاجدوسزوبوسزلو (هو جين تاو:Hajdúszoboszlói gyógyfürdő)
- مدينة الألعاب المائية (هو جين تاو:Aquaréna)
- عالم الألعاب المائية في مدينة بودابست - واحدة من أكبر الحدائق المائية الأوروبية على مدار العام، مصممة على نمط معبد أنغكور الكمبودي.[23]

### أيرلندا
- حديقة أكوا دوم المائية،  ترالي  [لغات أخرى]‏، مقاطعة كيري[24]
- حديقة أكوازون  في المركز المائي الوطني  [لغات أخرى]‏، بلانكاردزتاون، دبلن[25]
- حديقة فونتازيا، دروغيدا،  مقاطعة لاوث.[26]
- عالم الماء، ترامور، ووتر فورد.[27]
- خليج الرياضة، خليج هودسون، روسكومون.[28]
- ووتر وورلد، بوندوران.، دونجال.[29]

### إيطاليا
- القرية المائية, فولونيكا، ليفورنو
- أكوافان, ريتشوني، رميني
- أرض الألعاب المائية, جيسولو، فينيسيا
- القرية المائية، سيسينا،  ليفورنو
- كانيفاوورلد، لازيس، فيرونا
- اتنالاند، بلباسو، كاتانيا
- حديقة غاردا لاند المائية، ميلانو
- حديقة لوفيل المائية، سان جرفاسيو بريشيانو، بريشي
- شاطيء ميرابيلانديا, سافيو، رافينا
- أوندالاند، فيكولونجو، نوفارا
- حديقة قوس قزح السحري المائية، فالمونتون، روما
- ريفر بارك،  ريفرغارو
- حديقة الشمس المائية، تيرينيا، بيزا
- حديقة الحيوانات المائية, تروفيانكا،بوميتسيا،

### لاتفيا
- حديقة ليفو المائية، جورمالا بالقرب من ريغا[30]

### ليتوانيا
- حديقة دروسكينينكاي المائية، دروسكينينكاي [31]
- حديقة فيشي المائية،، فيلنيوس[32]

### مقدونيا
- أكوا بارك  [لغات أخرى]‏  مقدونيا, بروبيستيب
- أكوا بارك سكوبي،  سكوبي

### مالطا
- المتنزّه المائي , كاجهاك

### الجبل الأسود
- أكوا بارك الشاطيء المتوسط  http://www.mediteran.me/index.php/me/aqua-park

### هولندا

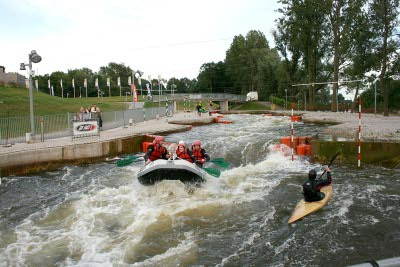
التجديف في مياه الأحلام الهولندية

- أكوا مكسيكانا، سلاغرن
- أكوافينتورا،  هيليندورن
- مياه الأحلام الهولندي  [لغات أخرى]‏،  زوترمير
- سبليش،  هوفن
- تيكيباد, فاسينار
- سبلاش،  هيليفوتسلاوس
- حديقة المسح المائية   Zoelen

### النرويج
- بو سومرلاند،

### بولندا
- أكوابارك فالا لودز
- أكوابارك جريفينو
- أكوابارك كارباش
- أكوابارك كراكوف
- أكوابارك بانوراما مورسكا  [لغات أخرى]‏، جاروسلافيتش
- أكوابارك بولكوفيس
- أكوابارك تارنوفسكي غوره
- أكوابارك فيسلا
- أكوابارك فروتسواف
- أكوابارك زاكوباني
- أكوابارك زيلونا، غوره
- حمامات بيالكا
- حمامات سباحة بوكوفينا تاترزانسكا
- حمامات سباحة ماتلانسكي
- حديقة ووندي جان المائية، دارلو

### البرتغال
- أكوالاند، الغارف
- فندق ومتنزّه أكوا شو المائي، الغارف.[33]
- حديقة التزحلق المائية, الغارف
- حديقة أوندا، لشبونة

### رومانيا
- مدينة أكوا بارك  للألعاب المائية،تشياجنه (Divertiland)[34]
- حديقة الابتسامة المائية, براسوف[35]
- حمامات أكوا بارك للسباحة, بوخارست  (Comaneşti)[36]

### صربيا
- أكوا بارك  ازفوري  في منجع  بانيا الصحي.
- أكوا بارك ياغودينا، ياغودينا.[37]
- أكوا بارك بترولاند ,  باتشكي بيتروفاتس بالقرب من نوفي ساد.[38]
- أكوا بارك بودينا في منتجع سوكوبانيا الصحي.

### سلوفاكيا
- أكواسيتي بوبراد.[39]
- حديقة تاترالانديا المائية.[40]
- أكوابارك سينتس.[41]
- جينوباراديس،  بشنوفا.[42]

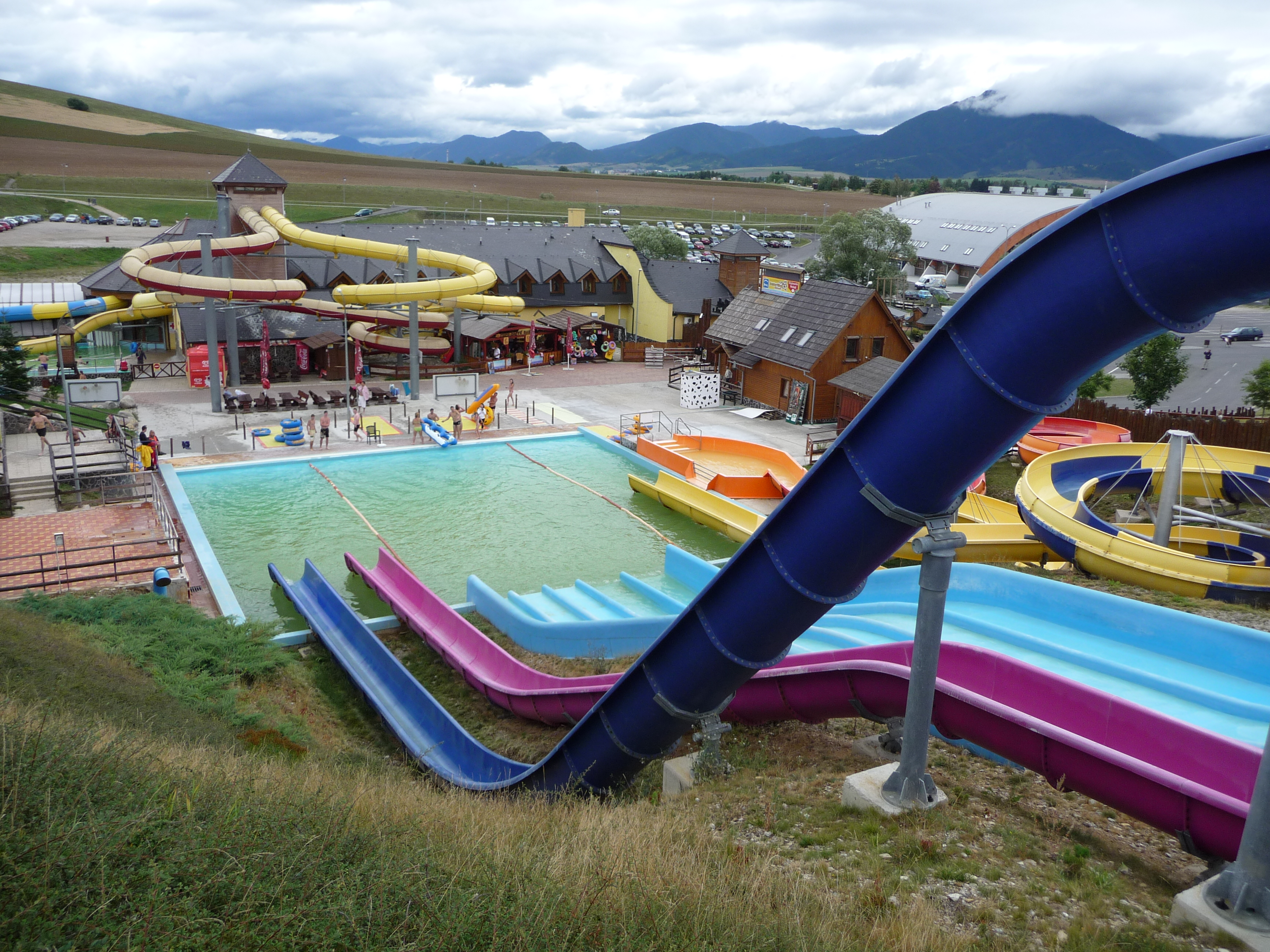
حديقة تاترالانديا المائية

- منتجع وحديقة توركيانسكي المائية، تيبليس.

### إسبانيا
- أكوالاند كوستا أديجي، كوستا أديجي،  تنريفي،  جزر الكناري.
- أكوالاند باهيا دي قادش،  إل بويرتو دي سانتا ماريا، قادس.
- ماسبالوماس أكوالاند، كناريا الكبرى، جزر الكناري.
- الأرينال أكوالاند، الأرينال،  مايوركا.
- توريمولينوس أكوالاند،  توريمولينوس، مالقة.
- متنزّه كوستا دورادا المائي، لابيندا،  طراغونة.
- أكوابوليس فيلانويفا دي لا كندا,  فيلانويفا دي لا كانادا،  منطقة مدريد.
- توريفايجا أكوابوليس،  توريفايجا،  أليكانتي.
- سان فرناندو دي هيناريس أكوابوليس،  سان فرناندو دي هيناريس، منطقة مدريد
- اشبيلية أكوابوليس،  إشبيلية.
- كارتايا أكوابوليس،  كارتايا،  ولبة.
- كولليرا أكوابوليس، كولليرا،  بلنسية.
- أكوا ناتورا،  بنيدورم،  أليكانتي (مقاطعة).
- أكوالانديا،  بنيدورم،  أليكانتي (مقاطعة).
- كيركيدا أكوابارك،  كيركيدا، لا كورونيا.
- أكوارما،  بنو قاسم،  كاستيون (مقاطعة)
- حديقة ميخاس المائية،  فوينخيرولا،  مالقة (مقاطعة).
- اغو تاوريتو،  موجان،  كناريا الكبرى،  جزر الكناري
- أكواسييرا،  فيلافرانكا دي قرطبة، قرطبة.
- هيدروبارك، ألكوديا،  مايوركا.
- متنزّه بورت أفينتورا المائي، سالو،  طراغونة (مقاطعة).
- متنزّه سيام،  تنريفي،  جزر الكناري.
- عالم الماء، يوريت دي مار، جيرونا.
- لحديقة المائية الغربية، مدينة ماجالف،  مايوركا.
- أكوابطليوس، بطليوس.
- أكوافيليس،  توري ديل مار، مالقة.
- أكواتروبيك،  المنكب، غرناطة.
- ماريوبارك،  روكويتاس دي مار، ألميرية.
- الحديقة المائية بفيرا، فيرا، ألميرية.
- أكوا ناتورا، اسبيرادو، مورسية.
- أكواليون، ألبينيانا،  طراغونة (مقاطعة).
- جزيرة الخيال، فيلاسار دي دالت، برشلونة.
- كاتالونيا مارينلاند، بالافولس، برشلونة.
- أكوادايفر، بلاتخا دارو، جيرونا.
- أكوابرافا، روساس.
- أكواماجيكا، إشبيلية.
- حديقة أكوا المائية، كوراليخو، فويرتيفنتورا، جزر الكناري
- أكواروك، كالا بوش، مينوركا، جزر البليار.
- أكوا بارك، توري ديل رام، مينوركا، جزر البليار.
- متنزّه وارنر بيتش، سان مارتن دي لا فيغا، مدريد.
- فندق ومتنزّه BH  المائي، ماجالاف، مايوركا.

### السويد
- جويتافيسك, أوريبرو
- سكارا سومرلاند، سكارا.
- متنزّه كوكبونكتن المائي, فاستيراس

### سويسرا
- ألبامار, فرينباتش.[43]

### تركيا
- كوساداسي أكوافانتاسي،  أيدين.[44]
- أدالاند، كوداساكي،  أيدين[45]
- تروي أكوا بارك, بيليك، أنطاليا.

### أوكرانيا
- أكواسفيرا, دونيتسك[46]
- الغابة, خاركوف[47]

### المملكة المتحدة

#### إنجلترا

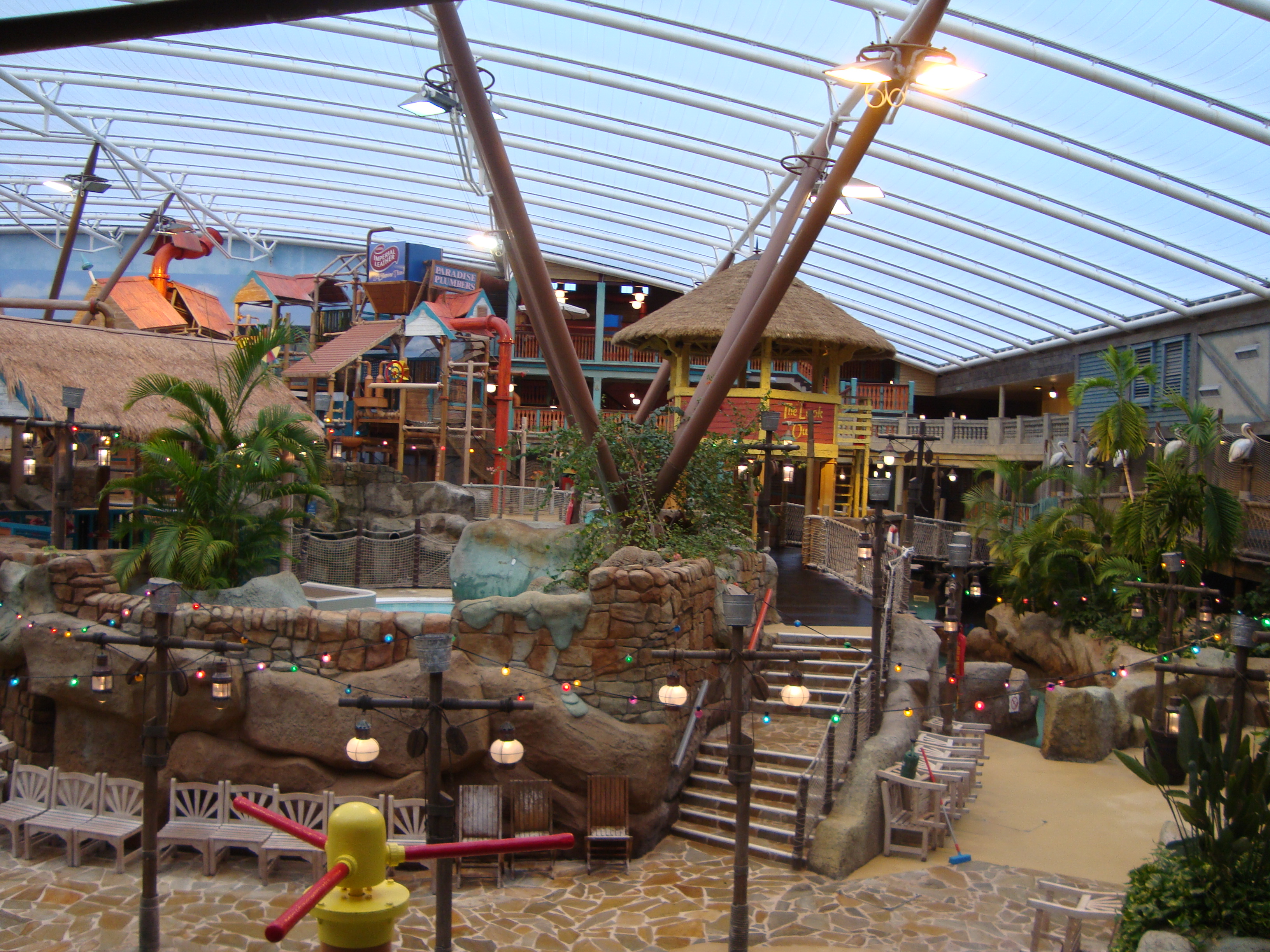
حديقة ألتون تاورز المائية، كاريبا كريك سابقًا كمدينة ملاهي ألتون تاورز

- حديقة  ألتون تاورز المائية  [لغات أخرى]‏، ستافوردشاير - المعروفة أيضا كاريبا كريك  كجزء من ألتون تاورز
- متنزّه برين المائي , مقاطعة سومرست - حمام سباحة داخلي وخارجي في حديقة برين المائية
- كاليبسو كوف, بارنسلي,جنوب يوركشير.
- قلعة  الرمال، بلاكبول - متنزّه مائي داخلي ذا مناخ استوائي.
- متنزّه سكاربورو ألبامار المائي ,سكاربورو (شمال يوركشاير) - متنزّه ماي داخلي وخارجي ذا طابع جبل الألب.
- متنزّه غرب كواي الائي في جودرينجتون, ديفون - أكبر متنزّه مائي بالمملكة المتحدة.
- منته بول المائي، دورست.
- عالم الألعاب المائية, ستوك أون ترينت- تدعي أن تكون رقم 1 في المملكة المتحدة مع أكثر م 400000 زائر سنويا[48]
- البراري الرطبة, تاين ووير.

#### اسكتلندا
- تايم كبسول، كوتبريدج - لديها شبكة من حمامات السباحة، ركوب الماء، ودوامة صناعية وحلبة للتزلج على الجليد

#### ويلز
- البحيرة الزرقاء , بيمبروكشاير - متنزّه مائي داخلي.
- حمام سباحة  كارديف  - جزء من  قرية  كارديف الدولية الرياضية  [لغات أخرى]‏.
- LC,  سوانزي.

## أمريكا اللاتينية

### الأرجنتين
- أكوابوليس,مار ديل بلاتا، بوينس آيرس.
- أكواسول,  مار ديل بلاتا، بوينس آيرس.
- أكوافان،  تيغري، بوينس آيرس.

### البرازيل
- حديقة شاطئ  [لغات أخرى]‏، فورتاليزا، سيارا.
- فوز دو إيغواسو.
- بورتو سيجورو.
- متنزّه فينيزا المائي، باوليستا، بيرنامبوكو.

### منطقة البحر الكاريبي
- متنزّه لوس ديلفينيس المائي  والترفيهي، جمهورية الدومينيكان - افتتح في عام 2013[49]

### غواتيمالا
- زوكوميل

### المكسيك
- أغوا كالينته ,[50] ولاية خاليسكو.
- أكوسبلاش[51] موريلوس.
- رولو[52] موريلوس.

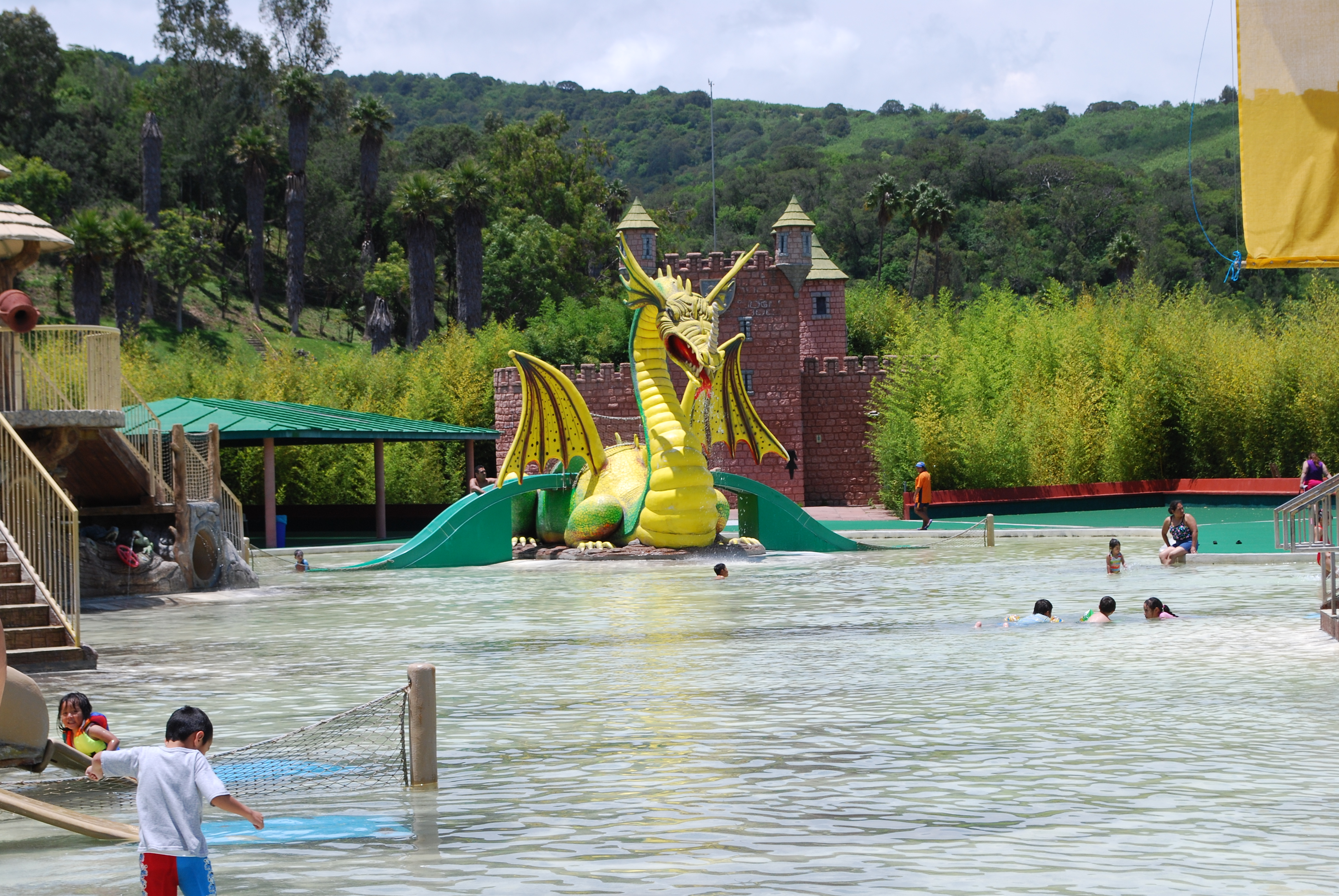
التنين في بركة أطفال مائية في حديقة إكستابان المائية.

- متنزّه خوي أكابولكو ماجيكو المائي,[53] أكابولكو.
- متنزّه الشعب الكبيرة المائي، [54] غوادالاخارا.
- متنزّه اكستابان المائي,[55] المكسيك.
- متنزّه موندو A المائي، [56] أغواسكاليينتس.
- متنزّه تيبيتونجو المائي,[57] ميتشواكان.
- تيميكسيكو,[58] موريلوس.
- تيفي ,[59] هيدالغو.
- البراري الرطبة بكانكون، حديقة فينتورا، ريفييرا مايا.
- متنزّه شكاريت, كينتانا رو.
- متنزّه زيل-ها، كينتانا رو.

### باراغواي
- راكيورا، أسونسيون.
- متنزّه إل دورادو المائي، إنكارناثيون

### بيرو
- لوس توبوجونس دي لاس تريس رويداس,[60] بونت بييدرا.

### بورتوريكو
- ال توك  [لغات أخرى]‏، بونس.
- متنزّه لاس كاسكادس المائي,[61] اغواديلا.

### سانت لوسيا
- متجع ومتنزّه شاطيء جوز الهند المائي,[62] فيوكس فورت الربع.

### أوروغواي
- أكوامانيا، سالتو

### فنزويلا
- متنزّه كارينا المائي،[63]بويرتو لا كروز,
- مدينة الألعاب المائية,[64] الصقر.

## أمريكا الشمالية

### جزر البهاما
- أكوافنتشر، ناسو (جزء من أتلانتس جزيرة الجنة)
- متنزّه كاي (المملوكة من قبل ديزني; لا يمكن الوصول إليها إلا عبر خط ديزني المائي)

### كندا

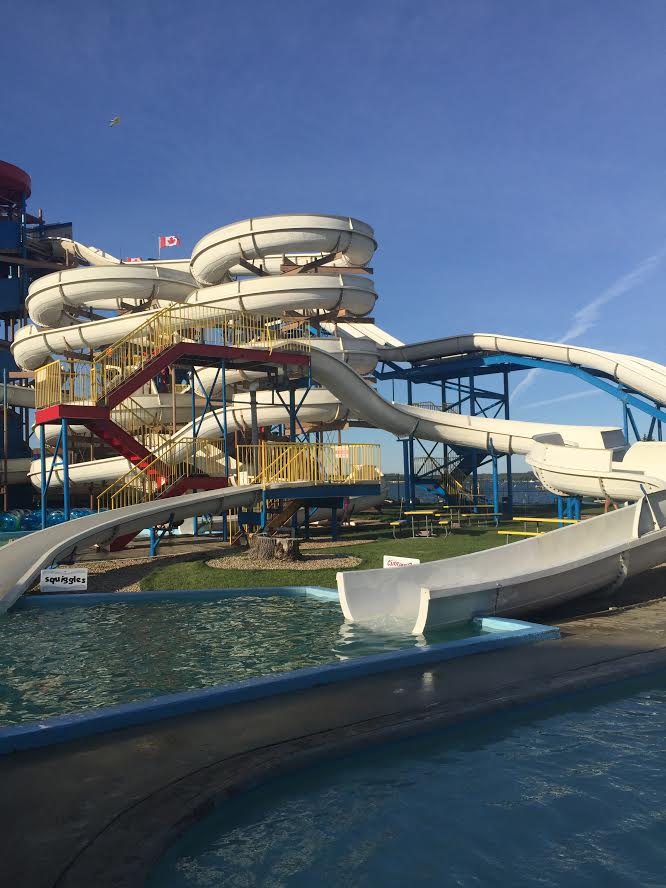
متنزّه تزحلق ماي كندي.

#### ألبرتا
- متنزّه العال المائي, ادمونتون
- المنحدرات البرية المائية, سيلفان ليك
- المياه البرية، ادمونتون

#### كولومبيا البريطانية
- منزلقات أتلانتس المائية  [لغات أخرى]‏، سبالموتشين.
- شلالات الزفاف مائية، روزديل (شرق تشيليواك).
- بحيرة كالتوس  [لغات أخرى]‏.
- متنزّه سبلاش داون المائي، تسواوسين.

#### مانيتوبا
- جبل المتعة بالقرب من وينيبيغ[65]

#### نيو برونزويك
- جبل السحر, مونكتون

#### أونتاريو

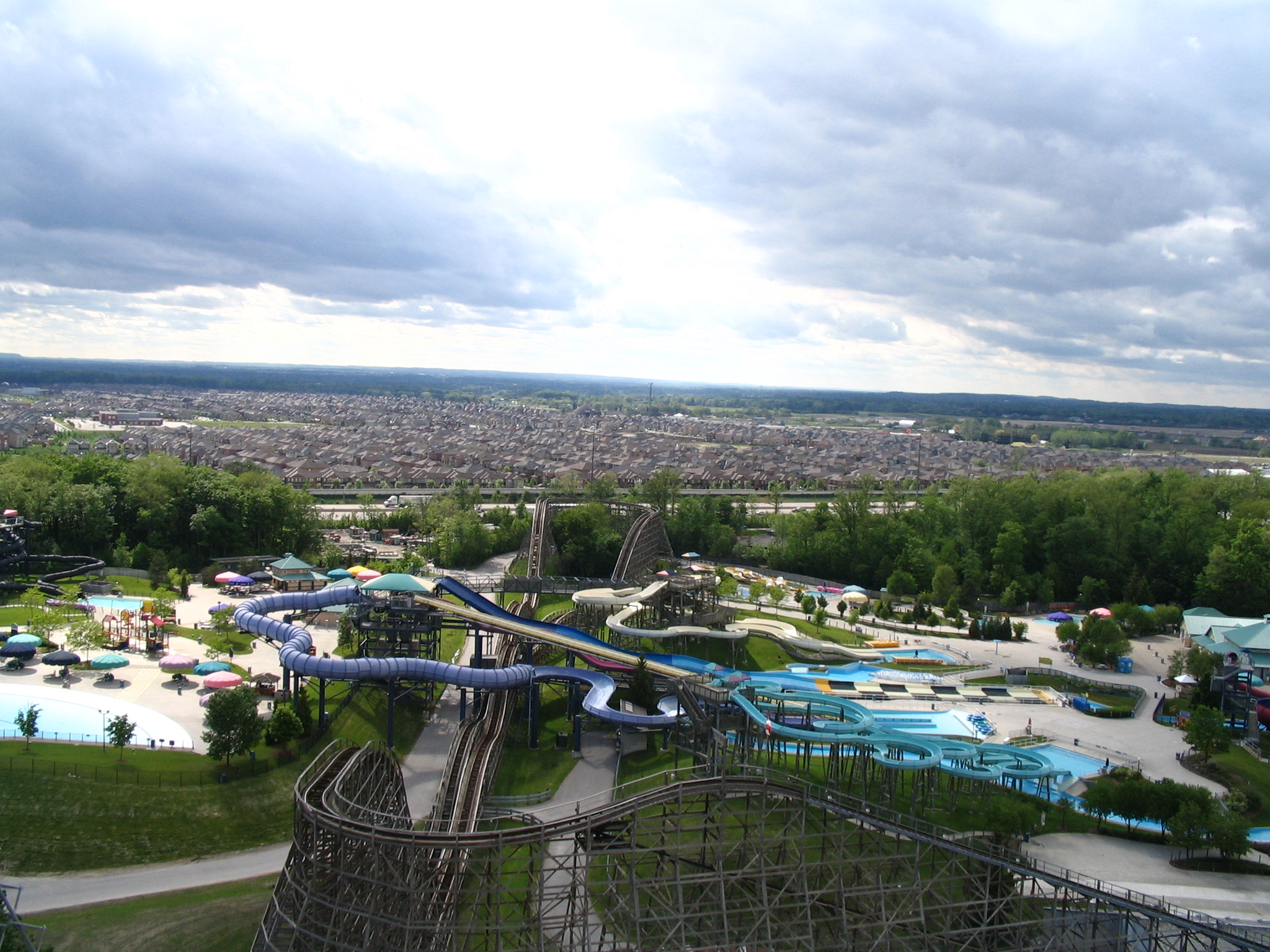
ألعاب الماء

- ألوتاواتا, أوتاوا - افتتحت عام 2015[66]
- بينجيمانس, كيتشنر، أونتاريو[67]
- منتجع ومتنزّه سيدار، هاميتون، أونتاريو( شمال
- كاليبسو بارك  [لغات أخرى]‏، ليموج (خارج أوتاوا) - أكبر حديقة مائية في كندا[68]
- منتجع الشلالات المائية المغطاة, شلالات نياغارا - حديقة داخلية تقع بجوار كازينو نياجرا  [لغات أخرى]‏
- مدينة فورستر للألعاب المائية, تورونتو
- مدينة ألعاب الثعلب الكبير المائية، شلالات نياغارا
- جزيرة الألعاب المائية في حديقة حيوان تورونتو, تورونتو
- مدينة الألعاب المائية في كندا العجائب في فاوجان
- موجات حديقة مائية داخلية في أمريكانا منتجع شلالات نياغارا[69]
- مملكة الماء البرية،  برامبتون.
- ألعاب الماء البرية،  هاملتون[70]

#### كيبيك
- شلالات مونت ,كانتلي (كيبك).
- مونت سانت سوفير، شمال مونتريال.
- نادي  سوبر أكوا في بوانت-كالوميت خارج مونتريال.
- قرية قصر الرياضة Valcartier - ثاني أكبرنادي رياضي في كندا.
- بورا بارك (جزء من قرية قصر الرياضة Valcartier)

#### ساسكاتشوان
- منزلقات كينوسي، بحيرة كينوسي.

### الولايات المتحدة الأمريكية

#### ألاباما
- مركزنقطة مالارد المائي  [لغات أخرى]‏، ديكاتور.
- مغامرات الجنوب  [لغات أخرى]‏ , هانتسفيل.
- متنزّه مغامرة البداية  [لغات أخرى]‏ المائي،  بيسمير
- ربيع وادي الشاطئ,  بلونتسفيل.
- المياه في العالم,  دوثان.
- ووترفيل الولايات المتحدة الأمريكية،  شواطئ الخليج.

#### ألاسكا
واحات الماء،  أنكوريج (ألاسكا).

#### أريزونا
- الأمواج الكبيرة  [لغات أخرى]‏,تمب
- متنزّه القواطع المائي، مارانا(أريزونا).[71]
- منته الألعاب المائية, ميسا.
- البراري الرطبة, فينيكس.
- منتجع واحات أريزونا, فينيكس.

#### أركنساس
- حديقة أركدلفيا المائية،  أركدلفيا.
- الشلالات الكريستالية, الينابيع الساخنة.
- نهر البرية،  نورث ليتل روك.
- متنزّه ويلو سبرينجس المائي, ليتل روك.

#### كاليفورنيا
- أكوا المغامرة, Fremont
- أكواتيكا, سان دييغو
- بوميرانج باي (الحديقة المائية), سانتا كلارا (كاليفورنيا)
- متنزّه المدينة الجافة المائي, بالمديل
- متنزّه أرض الجولف المائي،  روزفيل (كاليفورنيا)
- متنزّه الثلعلب الكبير, حديقة بستان
- متنزّه خزرالمائ, فريسنو
- مدينة نوت للألعاب المائية،  بوينا بارك
- متنزّه ليجولاند المائي, كارلسباد
- المياه الهائجة  [لغات أخرى]‏، ساكرامنتو
- المياه الهائجة  [لغات أخرى]‏، سان ديماس
- المياه الهائجة  [لغات أخرى]‏، سان خوسيه
- ميناء إعصار الستة أعلام , فالنسيا
- متنزّه الوسادة المائية، أوكلاند (كاليفورنيا)
- مدينة الألعاب المائية, ردينغ
- مدينة الألعاب المائية بكاليفورنيا, كونكورد
- الموجة المائية,
- البراري الرطبة  بالم سبرينغس

#### كولورادو
- مملكة الجزيرة , دنفر - جزء من حدائق إليتش.  [لغات أخرى]‏
- متنزّه الثعلب العظيمم المائي، كولورادو سبرينغس (كولورادو)-  افتتح أواخر 2016.
- مدينة الألعاب المائية, فدرال هيفتس.

#### كونيكتيكت
- منتجع كوكو كي، ووتر بيري [72]
- قصر الديناصور في قرية الفن الطبيعي، مونتفيل.
- حيرة كمبونس، بريستول.
- متنزّه كواسي الترفيهي،

#### فلوريدا

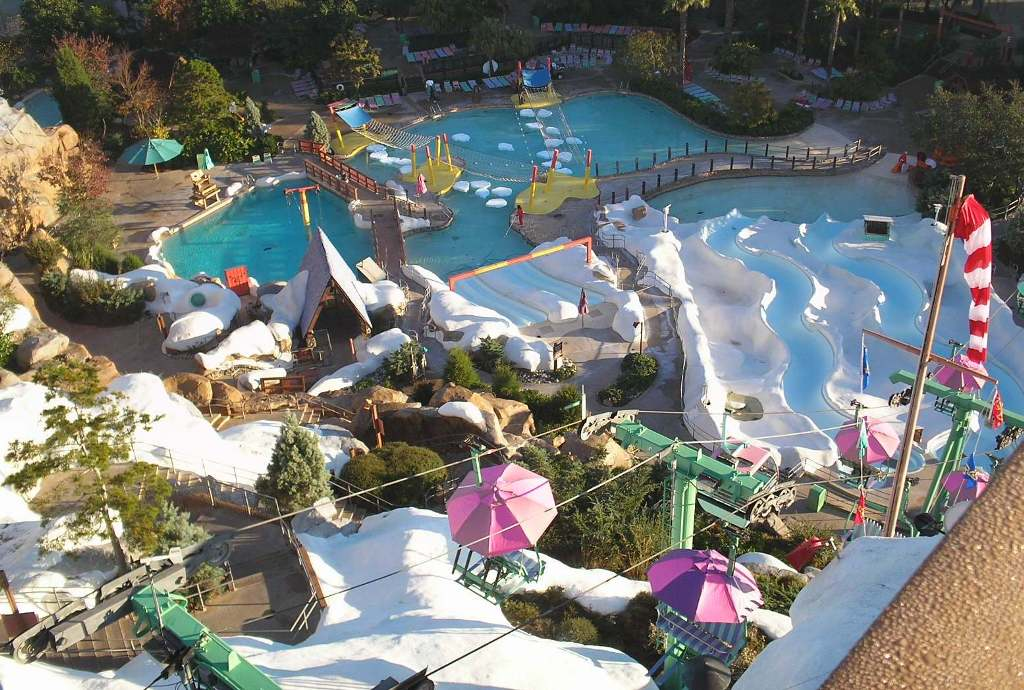
إحدى المناظر من ديزني بليزارد بيتش

- جزيرة المغامرة  [لغات أخرى]‏، تامبا (المملوكة من قبل بوش جاردن).
- أكواتيكا، أورلاندو (المملوكة من قبل وورلد أورلاندو).
- كانهو الكبير, دستين.
- منتجع كوكو كي، أورلاندو.[73]
- متنزّه  دايتونا المائي, دايتونا بيتش.
- ديزني بليزر بيتش  [لغات أخرى]‏، بحيرة بوينا فيستا (جزء من منتجع عالم والت ديزني)
- ديزني تايفون لاجون  [لغات أخرى]‏، بحيرة بوينا فيستا (جزء من منتجع عالم والت ديزني).
- فندق ومنتجع فلامنجو،  كيسيمي.[74]
- متنزّه ليجولاند، وينتر هيفين.
- حديقة رابيز المائية  [لغات أخرى]‏,  ويست بالم بيتش.
- متنزّه سمكة الزعنفة الشراعية المائي, ستيوارت.[75]
- متنزّه دزيرة السفينة الغريقة, بنما سيتي بيتش.
- متنزّه الألعاب المائية الأسري, كيب كورال, فلوريدا.[76]
- متنزّه الشمس والمتعة المائي,  نيبلز، فلوريدا.
- بركان الخليج  [لغات أخرى]‏، أورلاندو- افتتح 1 يونيو 2017.
- المياه البرية والينابيع الفضية - مغلقة بشكل دائم.

#### جورجيا
- ميناء إعصار الستة أعلام، أوستيل.
- مياه الستة أعلام البيضاء  [لغات أخرى]‏ , ماريتا.
- متنزّه سوكايا المائي, روسفيل (جزء من وينيبيسوكاه).
- بورو للالعاب المائية, ستاتيسبورو.
- سبلاش آيلاند،  فالدوستا (جزء من مغامرات البرية  [لغات أخرى]‏).
- موجات الصيف, جيكل آيلاند.

#### هاواي
- البراري الرطبة, كابولي

#### ايداهو
- متنزّه  الينابيعالطافية , ميريديان.[77]
- صخرة الشاطئ  [لغات أخرى]‏، أثول.

#### إلينوي
- منتجع كوكو كي المائي, روكفورد, إلينوي (جزء من برج الساعة)[78]
- متنزّه  سرو كوف الأسري المائي  [لغات أخرى]‏,  وودبريدج (إلينوي).
- منزلقات إبينزر الأسرية المائية, أوكبروك تراس، إلينوي - مهجورة الآن.
- منتجع جاك الكبير , شمال Utica
- منتجع كي لايم،  غورني (إلينوي).
- مدينة الفارس الترفيهية،  سبرينغفيلد.
- سحر المياه, روكفورد.
- الأمواج هائجة,  يوركفيل.
- ميناء إعصار الستة أعلام , غورني (جزء من فلاجز جريت أمريكا).

#### إنديانا

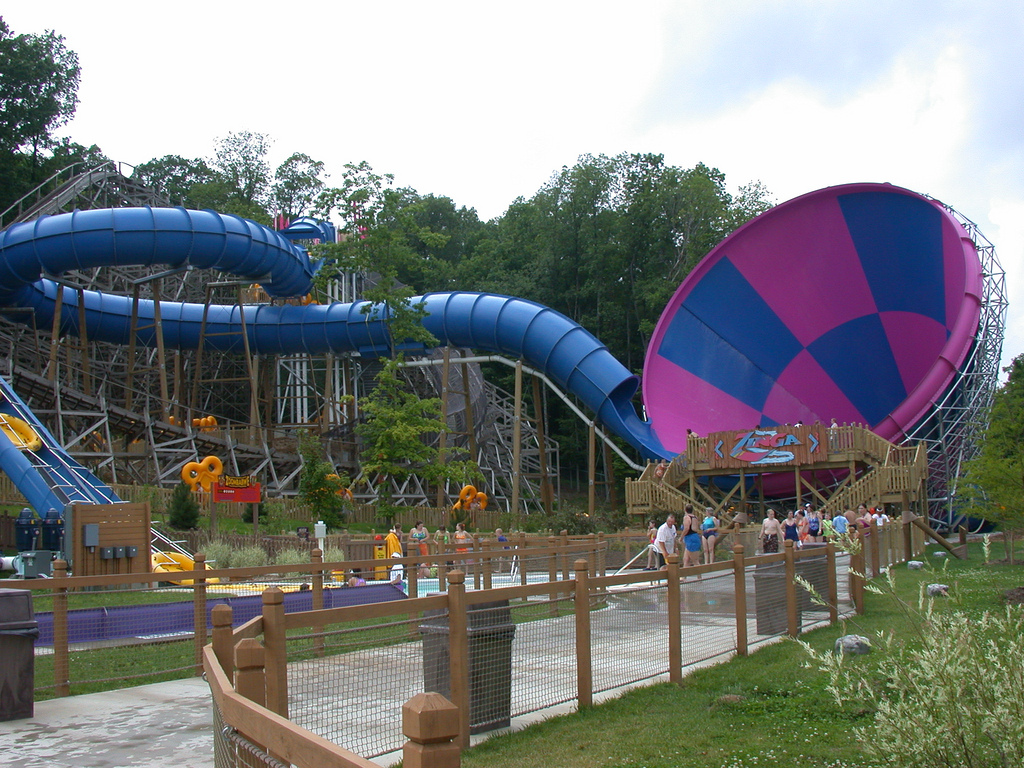
سفاري الألعاب المائية.

- متنزّه النهر العميق،  كراون بوينت.
- انديانا بيتش،  مونتيسلو (إنديانا).
- سفاري الألعاب المائية، سانتا كلاوس، (جزء من مدينة الإجازة).

#### ايوا
- أرض المغامرات، ألتونا.
- منتجه هاربور المائي، دوبوك.
- متنزّه الجزيرة الضائعة،  واترلو (آيوا).
- متنزّه مياه واكي،  دافنبورت- تم بيعه وأغلق عان 2007.

#### كانساس
- منتجع الثعلب الكبير، كانساس سيتي,كنساس.
- قرية شيلتر بان المائية،  كانساس سيتي,كنساس.

#### Kentucky
- مملكة كنتاكي للألعاب المائية،  لويفيل (كنتاكي).
- متنزّه كنتاكي للألعاب المائية،  ويليامزبورغ.
- منته سومر سبلاش،  سومرست (كنتاكي).
- مدينة الألعاب المائية،  بولينغ غرين (كنتاكي) (جزء من بيتش بيند بارك)
- متنزّه النهر المائي،  إديفيل (كنتاكي).

#### لويزيانا
- الخليج الأزرق, باتون روج.
- متنزّه كاهونا, أيوا - (الحديقة المائية المهجورة).
- الصاري مائية, الكبريت.
- مملكة الألعاب المائية,  شريفبورت.

#### مين
- أكوابوجان, ساكون.[79]
- مدينة الألعاب المائية الترفيهية, ساكو.

#### ماريلاند
- ميناء إعصار الستة أعلام، لارجو (جزء من ستة أعلام أمريكية)
- جبل الألعاب المائية,  أوشن سيتي (ماريلاند).

#### ماساتشوستس
- متنزّه النسيم الائي،  دوغلاس.
- منتجع كوكو كي المائي،  دانفرز.
- ديفيس فارم لاند , ستيرلنغ.

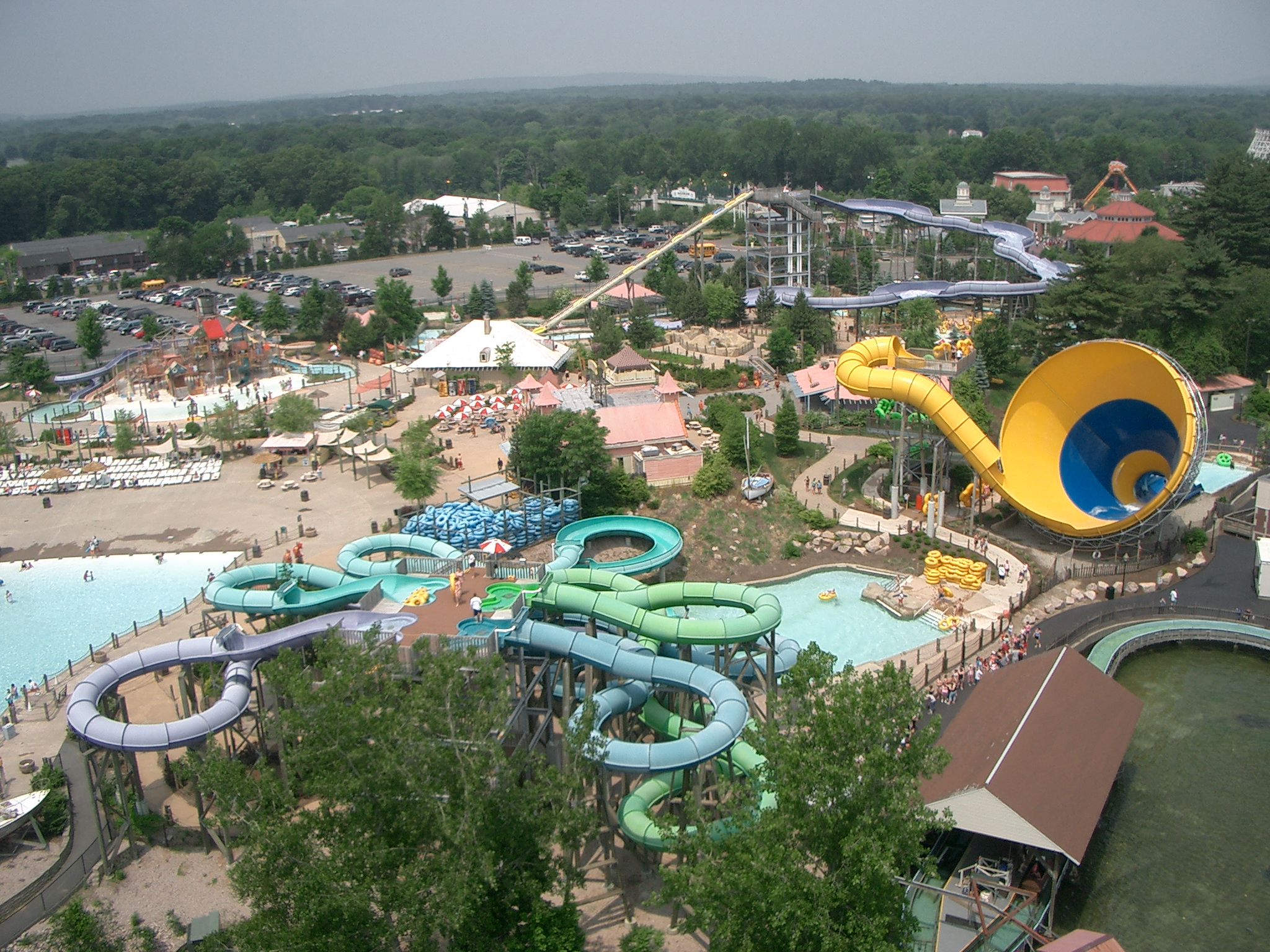
الحديقة المائية في ستة أعلام نيو انجلاند

- متنزّه الثعلب الكبير المائي, فيتتشبورغ
- ستة أعلام نيو انغلاند،  [لغات أخرى]‏أغاوام.
- متنزّه ووتر ويز، ويرهام الشرقية.

#### ميشيغان
- متنزّه البافاري،  فرانكينموث.[80]
- متنزّه الثعلب المائئي الكبير،  ترافيرس سيتي.
- جزيرة المتعة، موسكيجون , في الواقع نورتون شورز - مغلقة الآن.
- عالم الألعاب المائية, دندي.
- مدينة المغامرات المائية، موسكيجون (جزء من ولاية ميشيغان مغامرة  [لغات أخرى]‏)

#### مينيسوتا

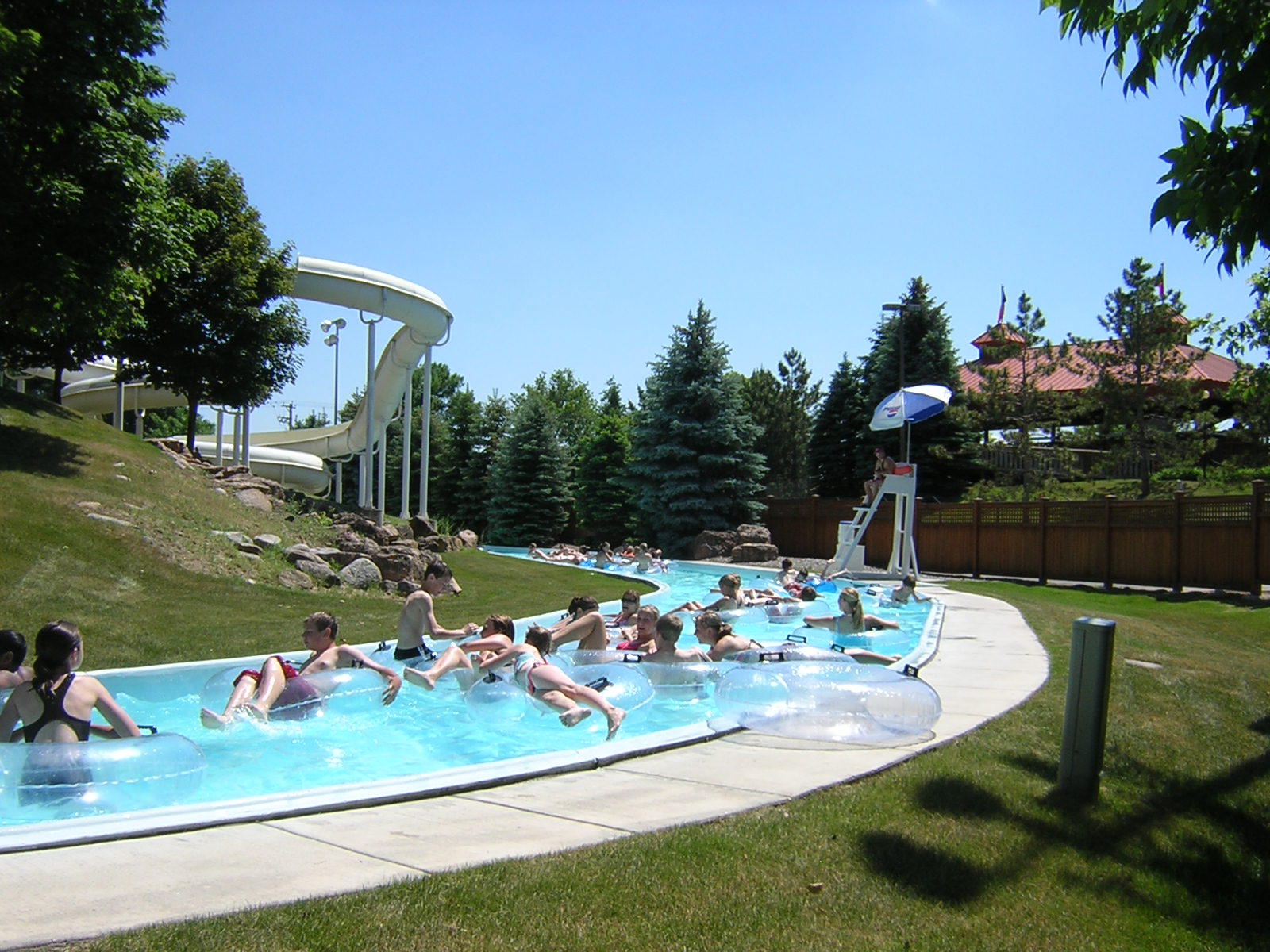
"تموج رابيدز" في نقع المدينة

- سوك سيتي, Shakopee (جزء من Valleyfair).
- متنزّه الماء الأمريكي، بلومنقتون.

#### ميسيسيبي
- متنزّه بارنكل بيل،  ويفلاند.
- متنزّه فلينت خور   ويغينز.
- شلالات جيسر، شوكتاو.
- متنزّه جزر الخليج،  غولفبورت (مسيسيبي).

#### ميسوري
- الأمواج الكبيرة  [لغات أخرى]‏، بحيرة أوزاركس  [لغات أخرى]‏.
- منتجع كوكو كي المائي, كانساس سيتي.
- محيطات المرح, كانساس سيتي.
- ميناء إعصار الستة أعلام , يوريكا (جزء من ستة أعلام سانت لويس)
- المياه البيضاء, برانسون.

#### نبراسكا
- فن-بلكس, أوماها.

#### نيفادا
- كوابونجا باي, هندرسون.
- براري لاس فيغ الرطبة, وادي الربيع.
- جزيرة البرية, الشرر.

#### نيو هامبشاير
- منتجع جبل أتيلاش، بارتليت.
- متنزّه ينابيع كانديا(رسميا السائل الكوكب الحديقة المائية).
- شلال ماء كازينو المنزلق, هامبتون بيتش.
- متنزّه لاجونا، كونواي الشمالية.
- مدينة لماء , بورتسموث.
- مدينة قصص الحيتان, لينكولن.

#### نيو جيرسي
- متنزّه قمة الجبل، مدينة فيرنون (تسمى «حديقة الألعاب» من 1978-1996 و2014-2015).
- بريك ووتر بيتش، سي سايد هايتس (المملوكة من قبل جينكينسون برودووك، جزء من كازينو بيير).
- متنزّه واحة المحيط، وايلدوود (جزء من موري بيير، في سورفسيدي بيير).
- متنزّه الأمواج الهائجة المائي (جزء من موري بيير، تقع على مرسى مارينر).
- منزه الأمواج الهائجة،  كينسبرج
- متنزّه واحة صحراء سام،  برلين الغربية
- ميناء إعصار الستة أعلام، (جزء من ستة أعلام مغامرة رائعة  [لغات أخرى]‏)
- سبلاش بليكس (جزء من فنبليكس)
- متنزّه نطاق الألعاب المائية, وايلدوود
- متنزّه الأمواج الهادرة المائي، بيتش هيفين

#### نيويورك
- سفاري المياه  المسحورة , أولدفورج
- مملكة الألعاب المائية، كويبزبيري
- جزيرة الخيال  [لغات أخرى]‏، Grand Island
- روزلاند المائية  [لغات أخرى]‏، كاناديجوا

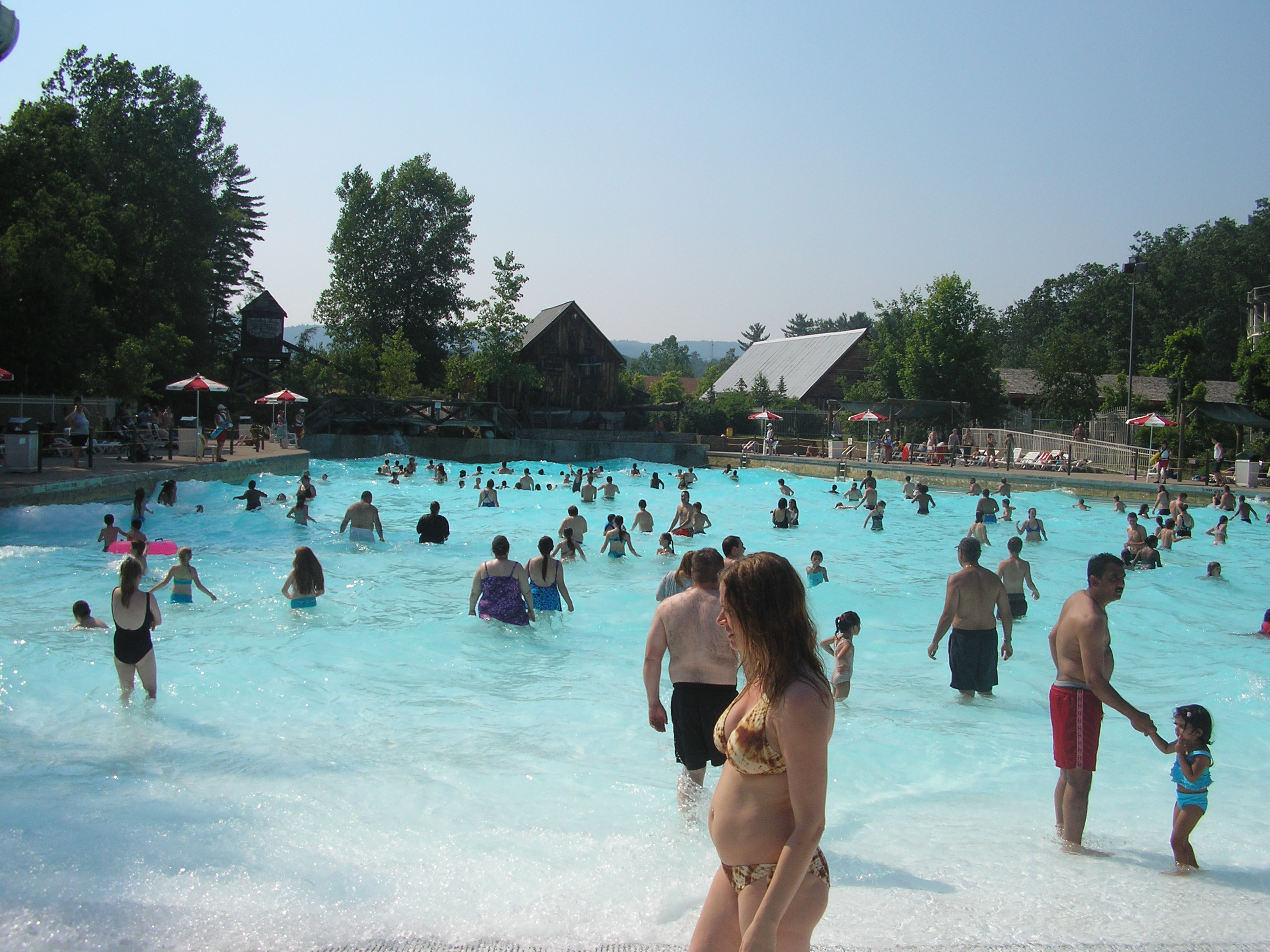
مملكة الألعاب المائية

- شاطيء الألعاب المائية,  فيشكيل (نيويورك)
- سبليش سبلاش، ريفرهيد
- السائل الضخم, إيست دورهام

#### ولاية كارولينا الشمالية
- متنزّه كارولينا , شارلوت (جزء من كاروويندس)
- متنزّه الثعلب المائي الكبير, كونكورد
- الغابات المائية , ويلمينغتون
- متنزّه مغامرات ليونز ووتر، كينستون
- سبلاش فيل, آشفيل
- البراري الرطبة، جرينسبورو (المملوكة من قبل قصر الترفيه)

#### داكوتا الشمالية
- متنزّه أنهار الماء , بسمارك
- متنزّه الألعاب المائية بداكوتا, مينوت - جزء من داكوتا سكوير مول
- عالم الألعاب المائية, غراند فوركس

#### أوهايو
- شاطئ مغامرة الهبوط, ميسون
- خليج كاستواي, ساندوسكي
- فورت رابيدس, كولومبوس
- مركز الألعاب المائية,  كوشوكتون
- متنزّه الثعلب الكبير المائي, ميسون
- متنزّه الثعلب الكبير المائي، ساندوسكي
- منتجع كالهاري, ساندوسكي
- حديقة المرح والماء, شاردون
- سوك سيتي (جزء من ملوك الجزيرة)
- سوك سيتي، ساندوسكي
- سبلاش مورين، مغلقة منذ 2009
- متنزّه يوهريتشسفيل ,  يوهريتشسفيل
- خليج زومبيزي،  باول

#### أوكلاهوما
- حديقة كومانشي الوطنية المائية, لوتون
- سفاري جو المائي, تولسا
- مياه الخليج البيضاء, أوكلاهوما سيتي
- متنزّه لشمس والمتعة المائي, بونكا
- سبلاش زون، إنيد

#### ولاية أوريغون
- متنزّه الأمواج والأجنحة دائمة الخضرة المائي، ميكمينفيل
- حديقة شمال كلاكاماس المائية,  ميلواوكي
- سبلاش بارك سبرينغفيلد
- متنزّه شارك، سن ريفر

#### بنسلفانيا
- أكواتوبيا، تانرسفيل
- كامل بيتش للألعاب المائية، تانرسفيل
- ممكلة  وايلد ووتر للألعاب المائية,  ألينتاون
- متنزّه الثعلب الكبير المائي، جبال بوكونو
- متنزّه آيدلويلد,  ليجونير
- منتجه كالهاري، جبال بوكونو
- متنزّه  مونتج ماونتن المائي، سكرانتون
- متنزّه  ساندكاسل المائي  [لغات أخرى]‏، بيتسبرغ
- بحيرة سبلاش, إيري
- متنزّه برودووك في هيرشي بارك،  هرشي

#### رود آيلاند
- ووتر  ويز,

#### ولاية كارولينا الجنوبية
- ميناء كارولينا ,  فورت ميل (كارولاينا الجنوبية)
- موجات ميرتل  ميرتل بيتش
- متنزّه البقع المائية, ميرتل بيتش (جزء من حديقة فاميلي كينغيدم الترفيهية)

#### داكوتا الجنوبية
- متنزّه المياه البرية الغربية,

#### تينيسي
- متنزّه دوليوود المائي، بيغون فورغ
- شواطئ ناشفيل, ناشفيل
- متنزّه والد بير المائي, جاتلينبرج - مغلق حاليا بسبب الأضرار الناجمة عن حرائق الغابات
- متنزّه سموكيس،  سيفيرفيل

#### تكساس

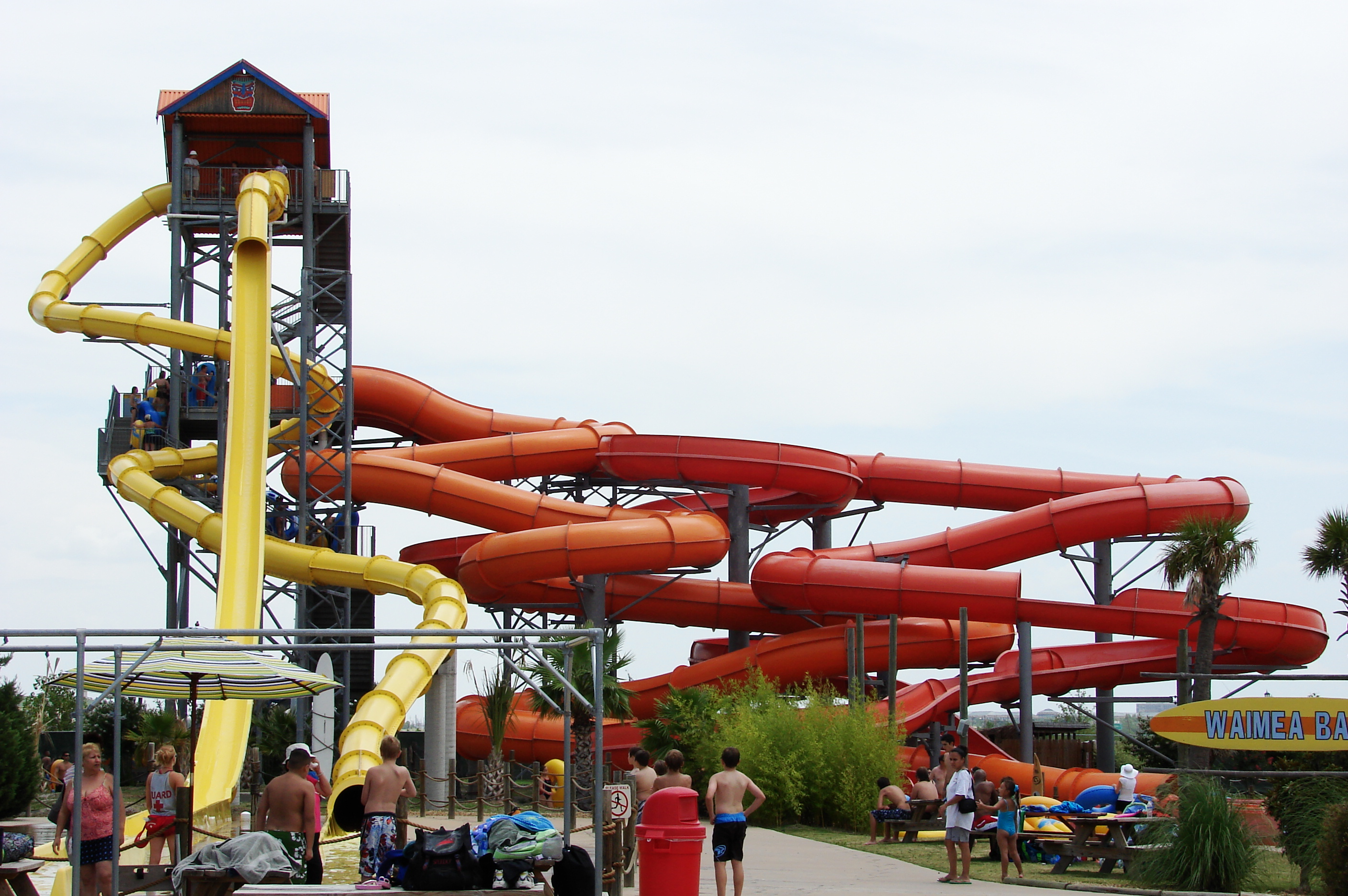
هاوايان فولز,

- أكواتيكا, سان أنطونيو (جزء من سي وورلد سان أنطونيو)
- باهاما بيتش، دالاس
- الأنهار الكبيرة المائية, نيو كاني (بالقرب من هيوستن؛ المقرر افتتاحه في عام 2017)
- متنزّه الثعلب الكببر المائي,  غرابفين
- هاوايان فولز, غارلاند، ذا كولوني (تكساس)، مانسفيلد (تكساس)،  رونوك (تكساس)، واكو
- هوريكان ألي , كوربوس كريستي
- جزيرة مورغان الملهمة، سان أنطونيو (جزء من مورغان للعجائب; الأولى في العالم ذات سرعة فائقة يمكن الوصول إليها عن طريق الماء) - فتح 2017
- متنزّه الأسرة المائي,  نورث ريتشلاند هيلز
- بالم بيتش , جالفيستون (جزء من مودي جاردنز)
- خليج القراصنة المائي,  باي تاون
- رويال سبلاش تكساس، بلينفيو, فتح 2017
- شيلتربان،  نيو براونفيلز، ساوت بادري أيلاند (تكساس)،  غالفستون،  كوربوس كريستي
- ميناء إعصار الستة أعلام, أرلينغتون
- مملكة الألعاب المائية, كانتون
- متنزّه سان أنطونيو المائي, سان أنطونيو
- سبلاش واي، شيردان
- اعصار تكساس, كاتي
- نادي الجولف والبراري الرطبة , سبرينغ
- عالم البراري المائية، أنطوني
- خليج المياه البيضاء، سان أنطونيو

#### يوتا

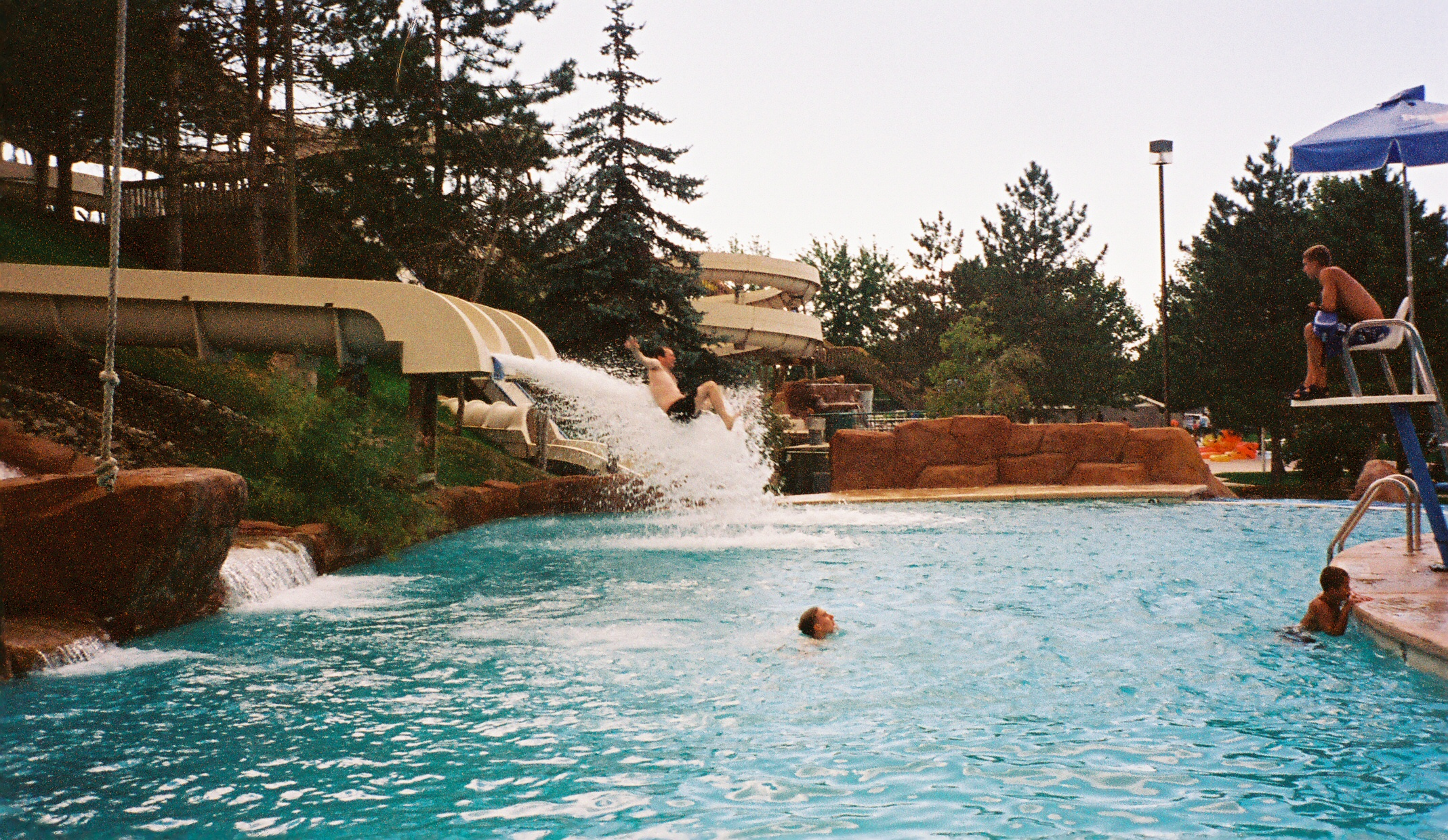
قسم من حديقة السبع قمم المائية

- لاجون بيتش،  فارمنغتون (يوتا)
- متنزّه السبع  المائي, بروفو

#### فيرمونت
- متنزّه شق المهربين المائي ,

#### فرجينيا

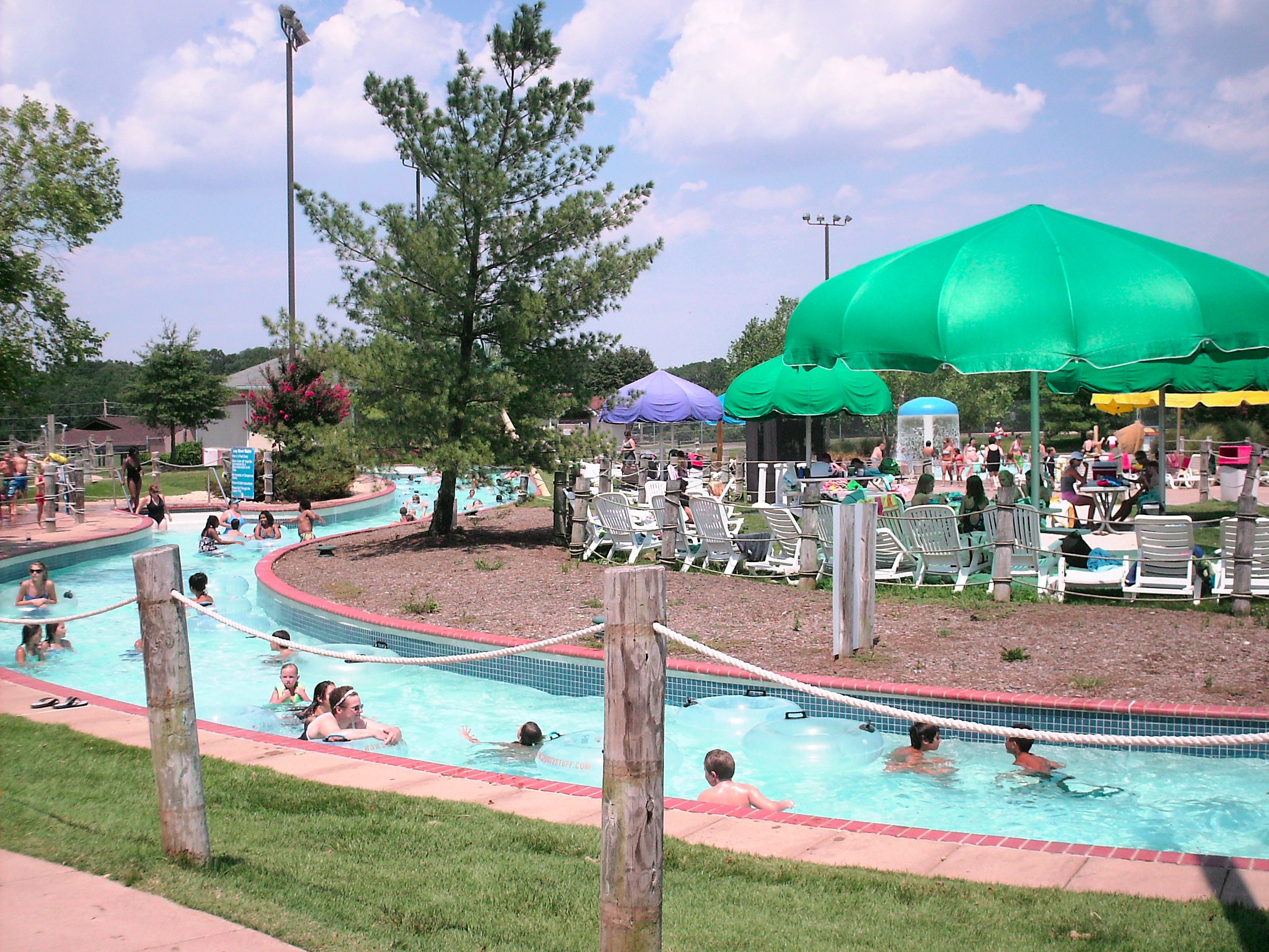
سبلاش داون للألعاب المائية بالقرب من ماناساس، فيرجينيا

- موجات كبيرة مائية,  الإسكندرية (فرجينيا)
- متنزّه الثعلب الكبير المائي،  ويليامزبرغ (فرجينيا)
- نسيم المحيط،  فرجينيا بيتش (فرجينيا)
- سبلاش داون للألعاب المائية,  ماناساس
- متنزّه سبلاش المائي, رونوك
- امدينة الألغاب المائية بالولايات المتحدة الأمريكية, ويليامزبرغ

#### واشنطن
- منزلقات خليج برش المائية بلين
- متنزّه الثعلب الكبير المائي, التل الكبير
- المنزلقات المائية,  شيلان (واشنطن)
- سبلاش داون, وادي سبوكان
- الموجات البرية,

#### ويسكونسن
- منجع بلو هاربور، شيبويغن
- منتجع شولا فيستا،  ويسكونسن ديلز
- منتجع غراند لودج , روتشيلد
- متنزّه الثعلب الكبير المائي، ويسكونسن ديلز
- منتجع كالهاري،  ويسكونسن ديلز
- متنزّه أوليمبوس المائي،  ويسكونسن ديلز
- سفينة نوح،  ويسكونسن ديلز، أكبر حديقة مائية أمريكية
- البراري المائية ,ويسكونسن ديلز
- بحيرة تمبر لودج , بحيرة جنيف
- تندرا لودج ، غرين باي
- متنزّه مينوكا المائي، مينوكا
- مدينة المائ الصافي لللألعاب المائية، فارين
- متنزّه الدببة الثلاثة،   وارين
- فندق ربيع المدينة،  واوكيشا

## أوقيانوسيا

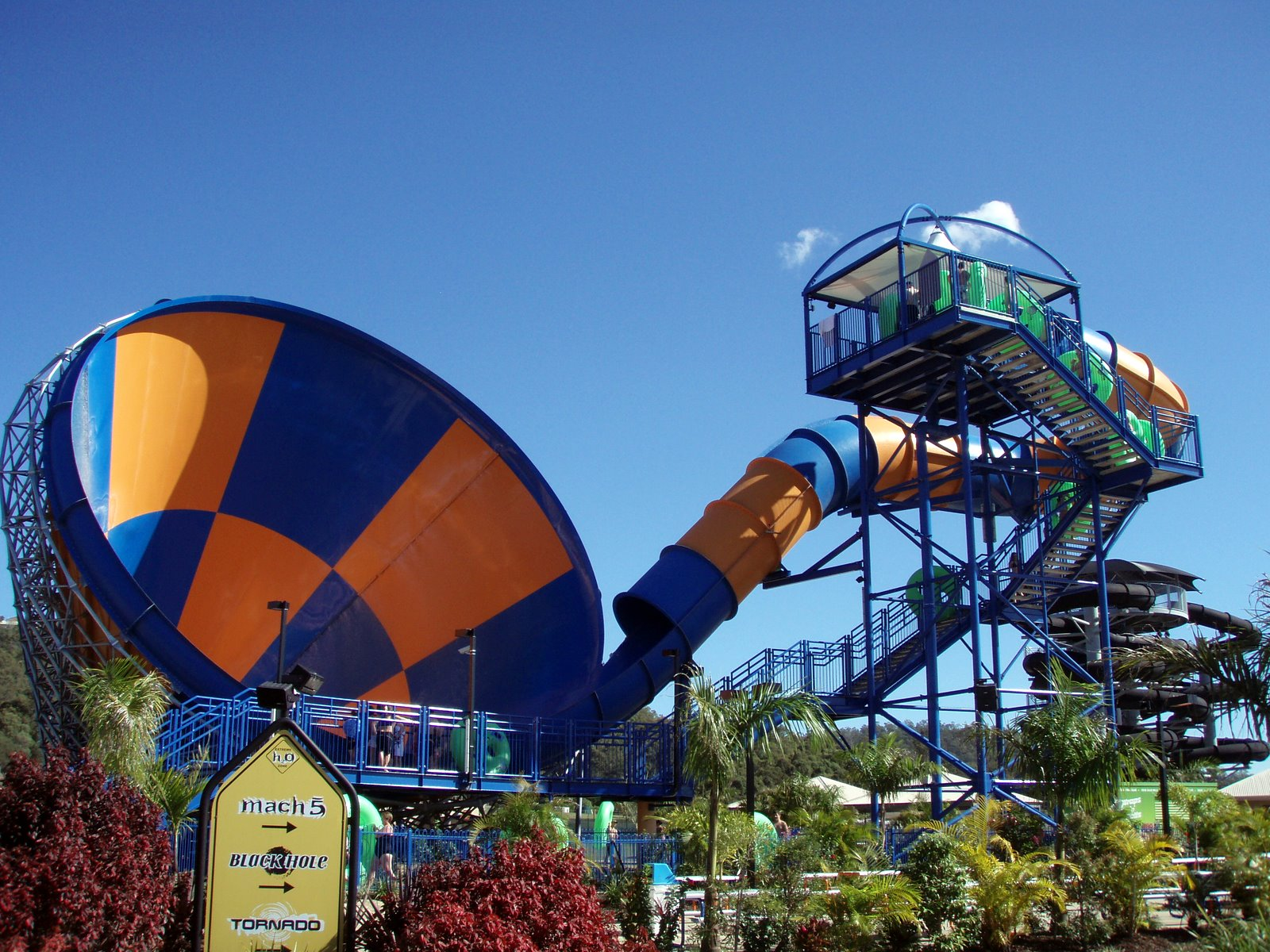
Wet'n ' المياه البرية في العالم تورنادو

### أستراليا

#### إقليم العاصمة الأسترالية
- دفقة كبيرة، كانبيرا

#### نيو ساوث ويلز
- حديقة جامبيرو المثيرة، جامبيرو
- البراري الرطبة،  سيدني

#### كوينزلاند
- عالم السكر
- البراري الرطبة بغولد كوست،  غولد كوست [81]
- وايت ووتر العالمية  [لغات أخرى]‏, غولد كوست [82]

#### جنوب أستراليا
- منزل الشاطيء, اديلايد

#### فيكتوريا
- حديقة المغامرات  [لغات أخرى]‏، جيلونج
- أراضي المرح

#### أستراليا الغربية
- مغامرة العالم  [لغات أخرى]‏، بيرث[83]

### نيوزيلندا
- حديقة ينابيه باراكا،  أوكلاند
- كوكب الماء, هاستينج
- حمامات وايويرا للسباحة الساخنة، أوكلاند
- ووتر وورلد  [لغات أخرى]‏, هاميلتون

## الحدائق المائية المُدمرة

### كندا
- براري سكينر المائية، مانيتوبا - أغلقت في عام 2005
- قرية البطريق, ساسكاتون وساسكاتشوان - أغلقت في عام 1990

### اليابان
- Seagaia المحيط القبة، ميازاكي - مغلقة اعتبارا من عام 2007
- عالم إيزونا جاوكا للرياضة , شيزوكا
- متنزّه البرية الأزرق بيوكوهاما،  يوكوهاما

### الأراضي الفلسطينية
- حديقة الجنون المائية  غزة - احترقت في حريق متعمد

### روسيا

الأنهار البرية في الحديقة المائية في عام 2010

- ترانسفال بارك  [لغات أخرى]‏,[84] موسكو - في عام 2004، 28 شخصا قتلوا عندما انهار السقف

### تايلاند
- جنة فروم، شيانغ ماي

### المملكة المتحدة
- بلاكبول, بلاكبول، لانكشاير[85]
- فانتاسيس،  دارتفورد  [لغات أخرى]‏ و  كينت وتشينغفورد و  لندن

### الولايات المتحدة
- مغامرة النهر  [لغات أخرى]‏، ممفيس, تينيسي
- شاطيء  برعم الرقصة  [لغات أخرى]‏، ممفيس، تينيسي
- منجع كوكو كي،  أرلينغتون هايتس (إلينوي)
- مدينة نهر ديزني ، ليك بوينا فيستا، فلوريدا
- تراث الولايات المتحدة الأمريكية  [لغات أخرى]‏،  فورت ميل (كارولاينا الجنوبية)
- بحيرة دولوريس مائية  [لغات أخرى]‏، نيوبيري سبرينجس، كاليفورنيا
- منزلقات مانتيكا المائية  [لغات أخرى]‏،  مانتيكا (كاليفورنيا)
- شاطيء  مايوود،  غصن الزيتون, ميسيسيبي
- متنزّه غمز المائيء،  بيغون فورغ، تينيسي
- متنزّه غمز المائيء، سيفيرفيل، تينيسي
- باراديس لاندينج، ميلواكي (ويسكونسن)
- جزيرة المتعة،  مسكيغون، ميشيغان
- عالم الأعلام الستة المائي،  هيوستن، تكساس
- حديقة أماريلو المائية  [لغات أخرى]‏،  أماريلو، تكساس
- حديقة الكثبان السفلية المائية، بورتر، انديانا [86]
- أرض العجائب المائية، مدلاند، تكساس
- أرض الألعاب المائية الأمريكية،  هوما، لويزيانا
- الماء والبراري،  لاس فيغاس،  نيفادا
- الماء والبراري،  أورلاندو،  فلوريدا
- المياه البيضاء،  غراند براري، تكساس
- الأنهار البرية  [لغات أخرى]‏،  إرفاين، كاليفورنيا
- مملكة الماء البرية،  اورورا، أوهايو

### فيتنام
- حديقة سايغون المائية، مدينة هوشي منه

## وصلات خارجية
- في نهاية المطاف Waterpark.com - دليل ودليل الحدائق المائية في أمريكا الشمالية
- Waterparks.com - العالم مائية الرابطة دليل المستهلك